# Personnalités des Empires centraux durant la Première Guerre mondiale
 (mai 2020).
Si vous disposez d'ouvrages ou d'articles de référence ou si vous connaissez des sites web de qualité traitant du thème abordé ici, merci de compléter l'article en donnant les références utiles à sa vérifiabilité et en les liant à la section « Notes et références ».
Cet article liste les personnalités des empires centraux durant la Première Guerre mondiale soit les principales personnalités politiques et militaires ayant soutenu ou œuvré pour les empires centraux lors de la Première Guerre mondiale.

## Allemagne

### Dirigeant
- Guillaume II - Empereur allemand depuis 1888, il est poussé à l'abdication le 9 novembre 1918 par l'armée allemande et d'importants troubles politiques en Allemagne[1].

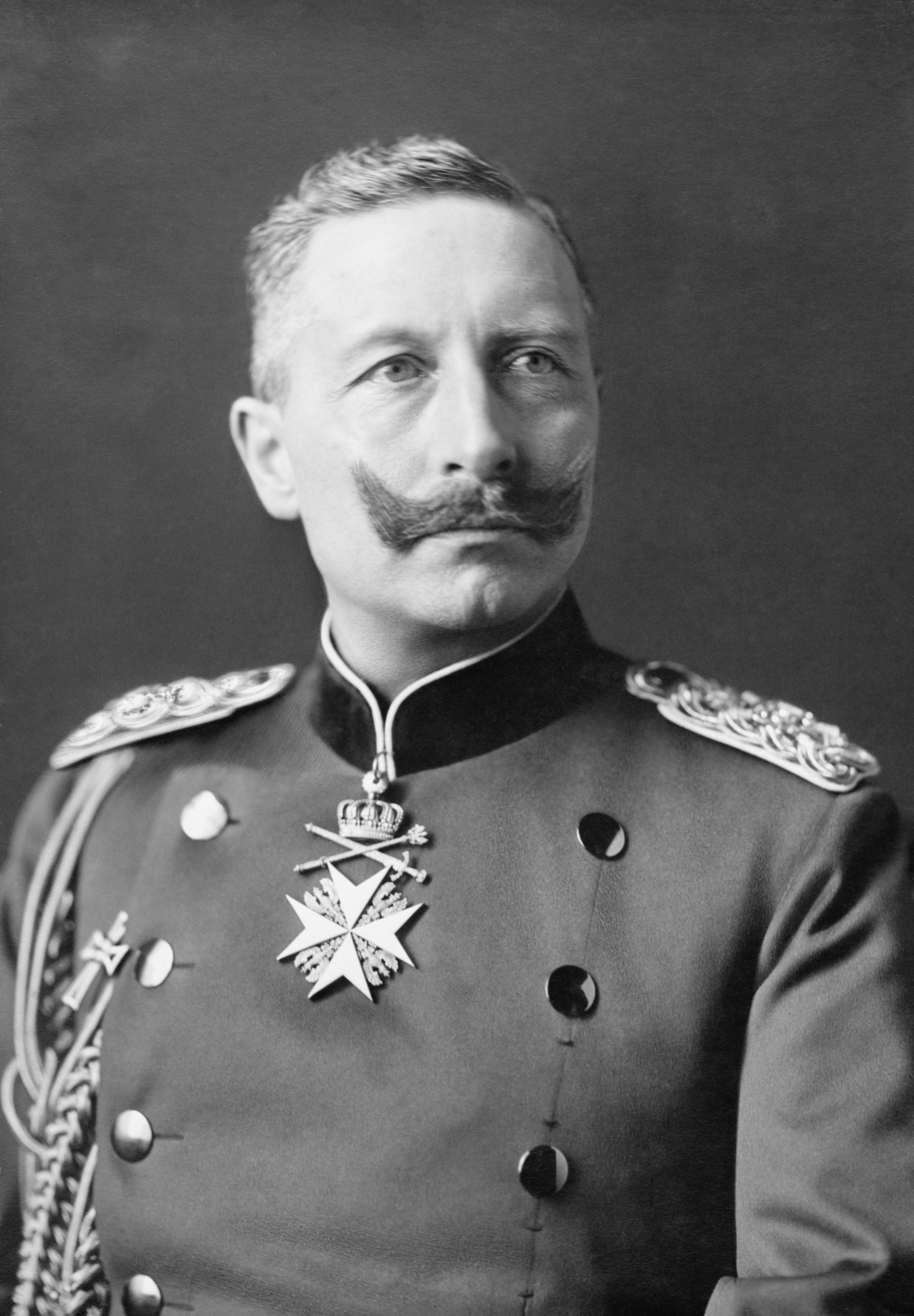
Guillaume II, en 1902

### Personnalités politiques

#### Chanceliers
- Theobald von Bethmann-Hollweg - Chancelier de l'Empire allemand depuis 1909, il entre fréquemment en conflit avec le maréchal Paul von Hindenburg et le général Erich Ludendorff sur la conduite de la guerre. Ces derniers obtiennent finalement la démission de von Bethmann-Hollweg le 13 juillet 1917[2].
- Georg Michaelis - Sous-secrétaire d'État au ministère prussien des Finances depuis 1909, il devient chancelier d'Allemagne le 13 juillet 1917. Contesté par le Reichstag pour ses critiques d'une résolution demandant la paix, Georg Michelis démissionne le 31 octobre 1917[3].
- Georg von Hertling - Ministre-président de Bavière depuis 1912 et membre du Zentrum, un parti de centre droit, il devient chancelier d'Allemagne le 1er novembre 1917. Hostile à laisser plus de pouvoir au Reichstag, Georg von Hertling démissionne le 30 septembre 1918 lorsque l'Oberste Heeresleitung, le haut-commandement suprême, lui annonce qu'il faut négocier un armistice avec les Alliés[4].
- Max von Baden - Figure de la Croix-Rouge allemande et partisan d'une paix négociée avec les Alliés, il devient chancelier le 3 octobre 1918. Max von Baden donne plus de pouvoir au Reichstag, offre l'armistice de l'Allemagne et pousse l'Empereur à abdiquer. Avec la fin de l'Empire allemand, le chancelier démissionne au profit du social-démocrate Friedrich Ebert[5].
- Friedrich Ebert - Député du SPD au Reichstag depuis 1912, président du parti depuis 1913, il devient chancelier le 9 novembre 1918. Il autorise la signature de l'Armistice du 11 novembre 1918 qui met un terme à la Première Guerre mondiale. Friedrich Ebert quitte la chancellerie le 11 février 1919 pour devenir le premier président de la République de Weimar[5].

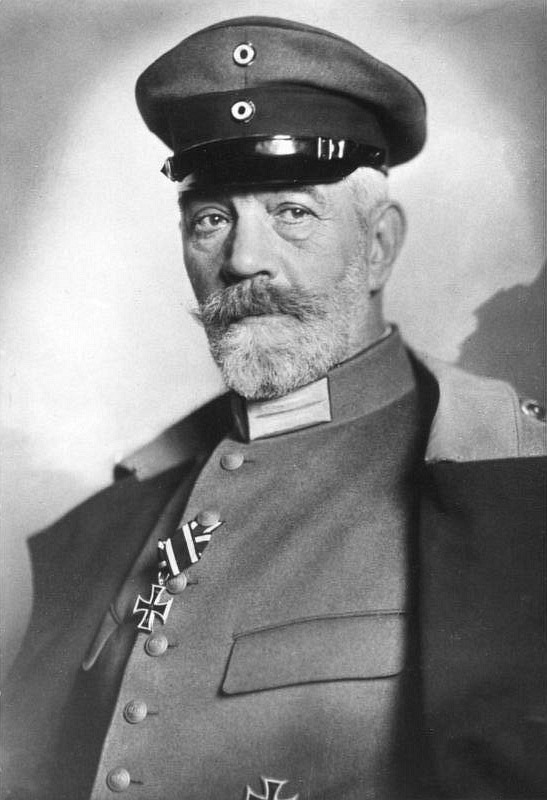
Theobald von Bethmann-Hollweg, vers 1914
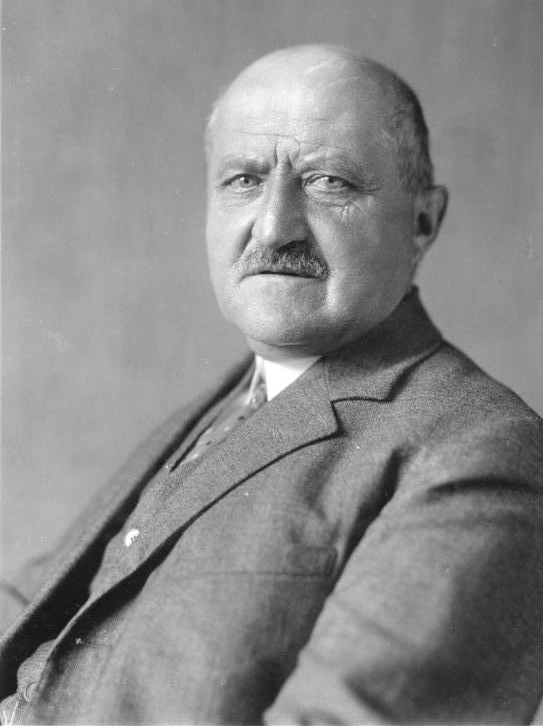
Georg Michaelis, en 1932
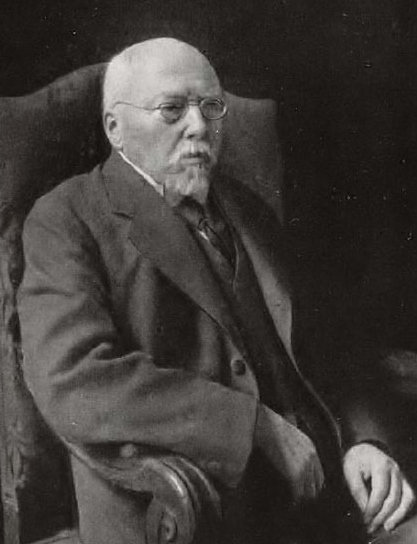
Georg von Hertling, en 1919
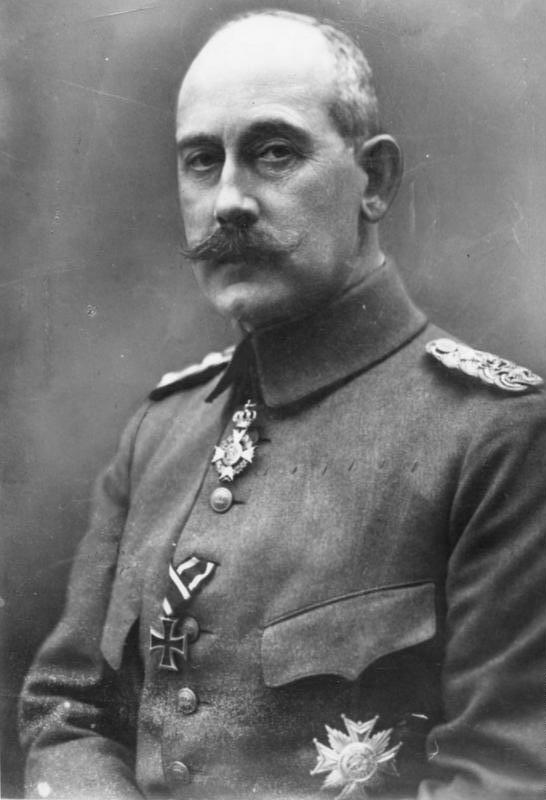
Max von Baden, en uniforme de général en 1914.
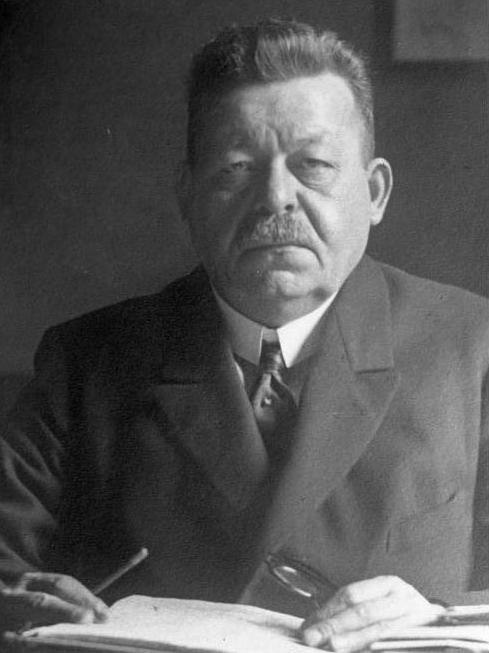
Friedrich Ebert, alors président de la République de Weimar en 1925.

#### Ministres des Affires étrangères
- Gottlieb von Jagow - Ministre des Affaires étrangères depuis 1913, il est partisan de l'annexion et de la colonisation de certains territoires russes par l'Allemagne. Gottlieb von Jagow démissionne le 22 novembre 1916 à la suite de tensions avec le général Ludendorff[6].
- Arthur Zimmermann - Sous-secrétaire d'État aux Affaires étrangères depuis 1911, il devient ministre le 22 novembre 1916. Arthur Zimmermann essaye de négocier une alliance avec le Mexique mais la publication de son télégramme accélère l'entrée en guerre des États-Unis. Il démissionne finalement le 6 août 1917[7].
- Richard von Kühlmann - Ambassadeur d'Allemagne auprès de l'Empire ottoman depuis 1916, il devient ministre le 6 août 1917. Von Kühlmann est le principal négociateur allemand du Traité de Brest-Litovsk, qui met un terme aux hostilités avec la Russie soviétique, et du Traité de Bucharest qui met un terme aux hostilités avec la Roumanie. Favorable à la paix, il est poussé à la démission le 8 juillet 1918 après avoir déclaré que la guerre ne pourrait se terminer que par des négociations diplomatiques[8].
- Paul von Hintze - Ministre des Affaires étrangères (1918).

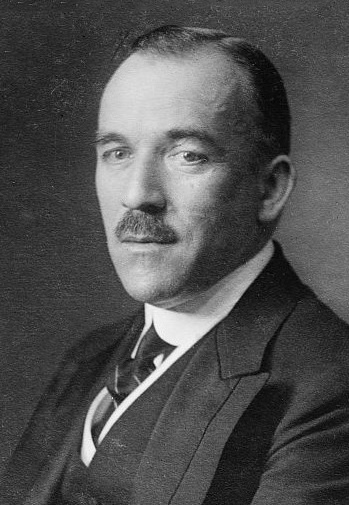
Gottlieb von Jagow, vers 1915
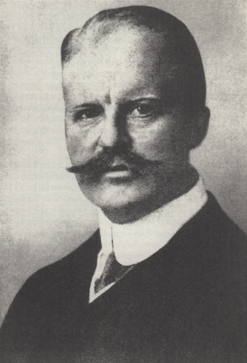
Arthur Zimmermann
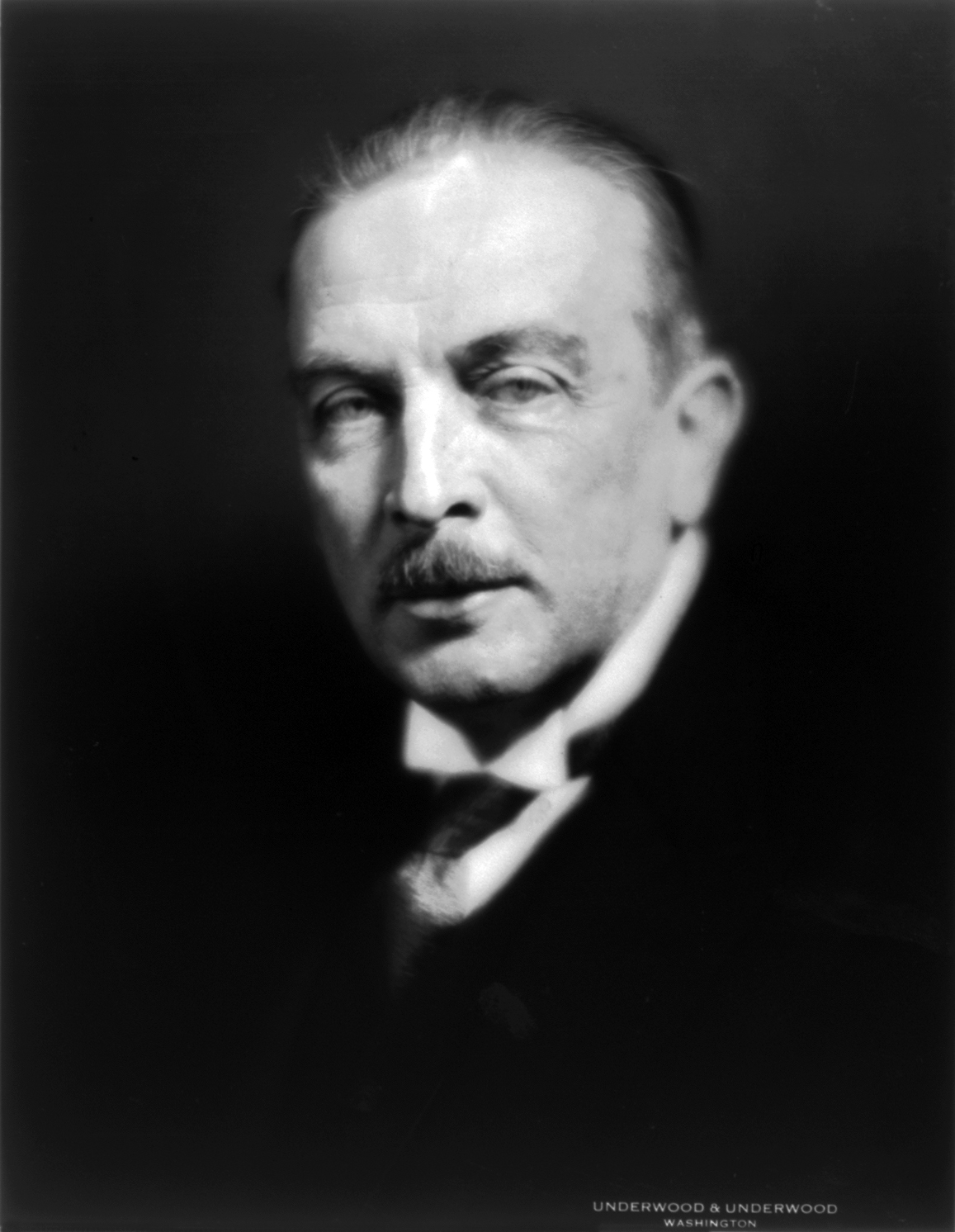
Richard von Kühlmann, vers 1932
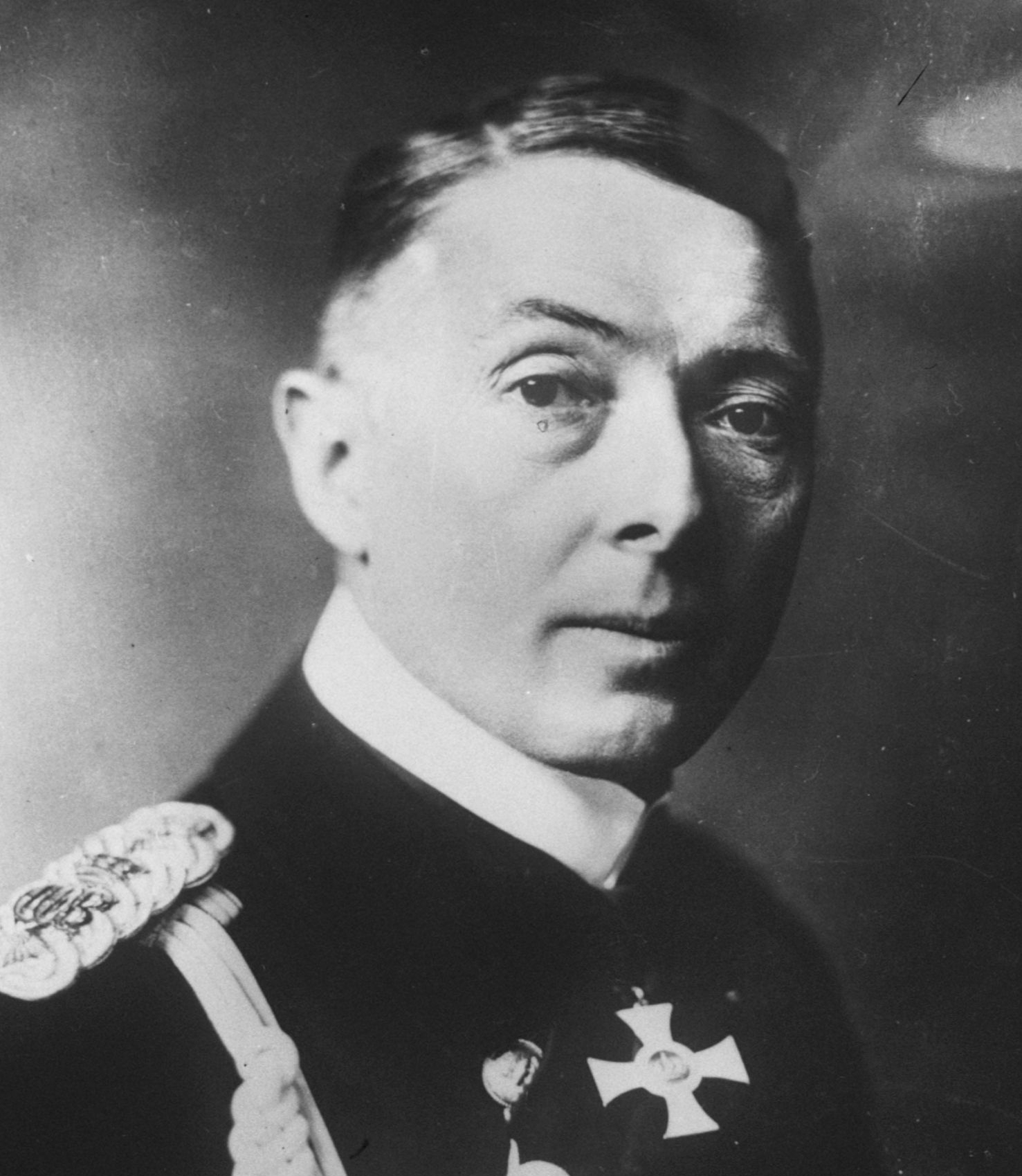
Paul von Hintze

### Personnalités militaires

#### Grand État-major général(der große Generalstab)
- Helmuth Johannes Ludwig von Moltke - Chef du Grand État-Major général (1906–14).
- Erich von Falkenhayn - Chef du Grand État-Major général (1914–16).
- Paul von Hindenburg - Commandant suprême des forces allemandes sur le Front de l'Est (1914–16), puis Chef du Grand État-Major général (1916–18).
- Erich Ludendorff - Quartier-maître général (Generalquartiermeister), Adjoint du chef du Grand État-Major général (1916–18).

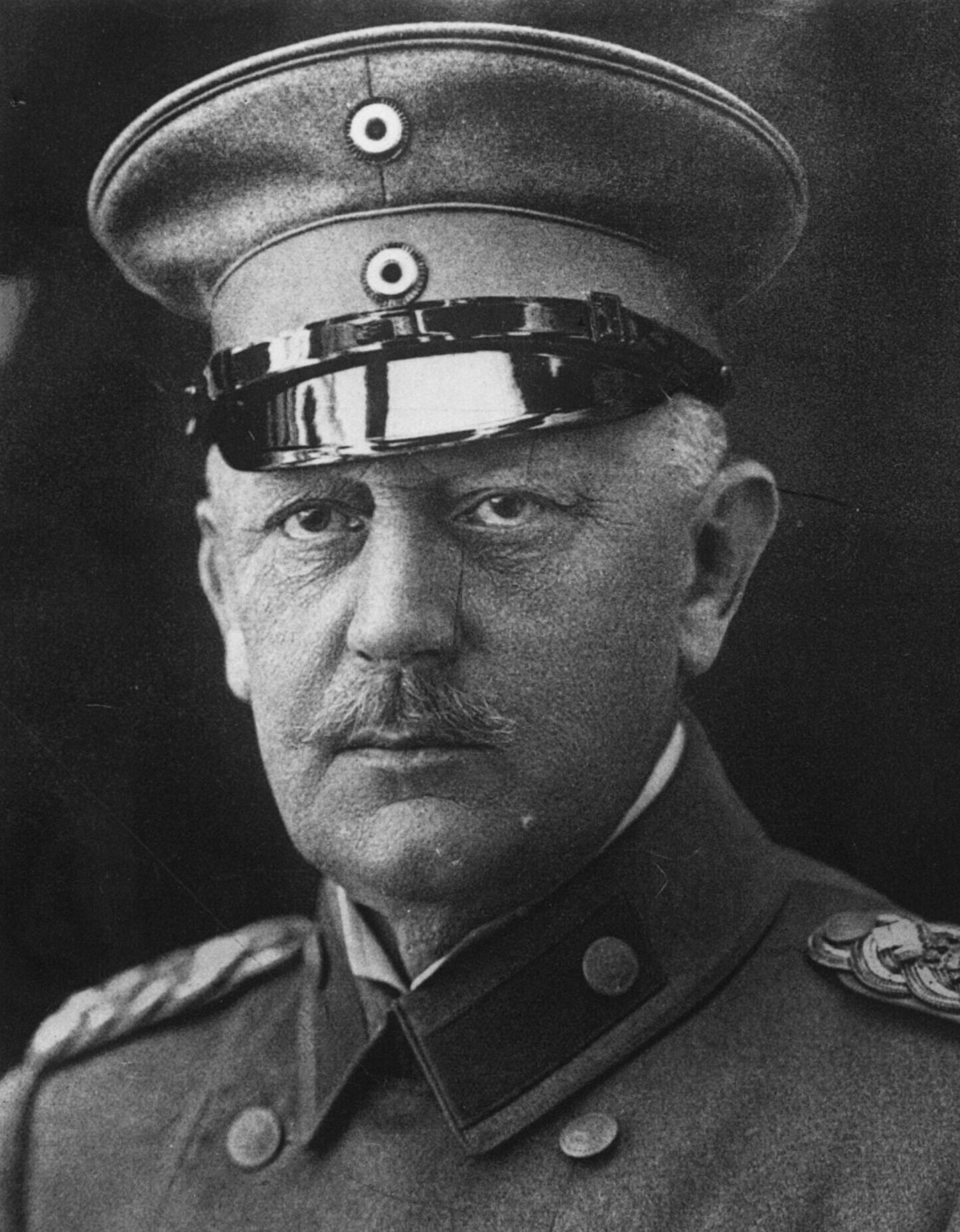
Helmuth von Moltke
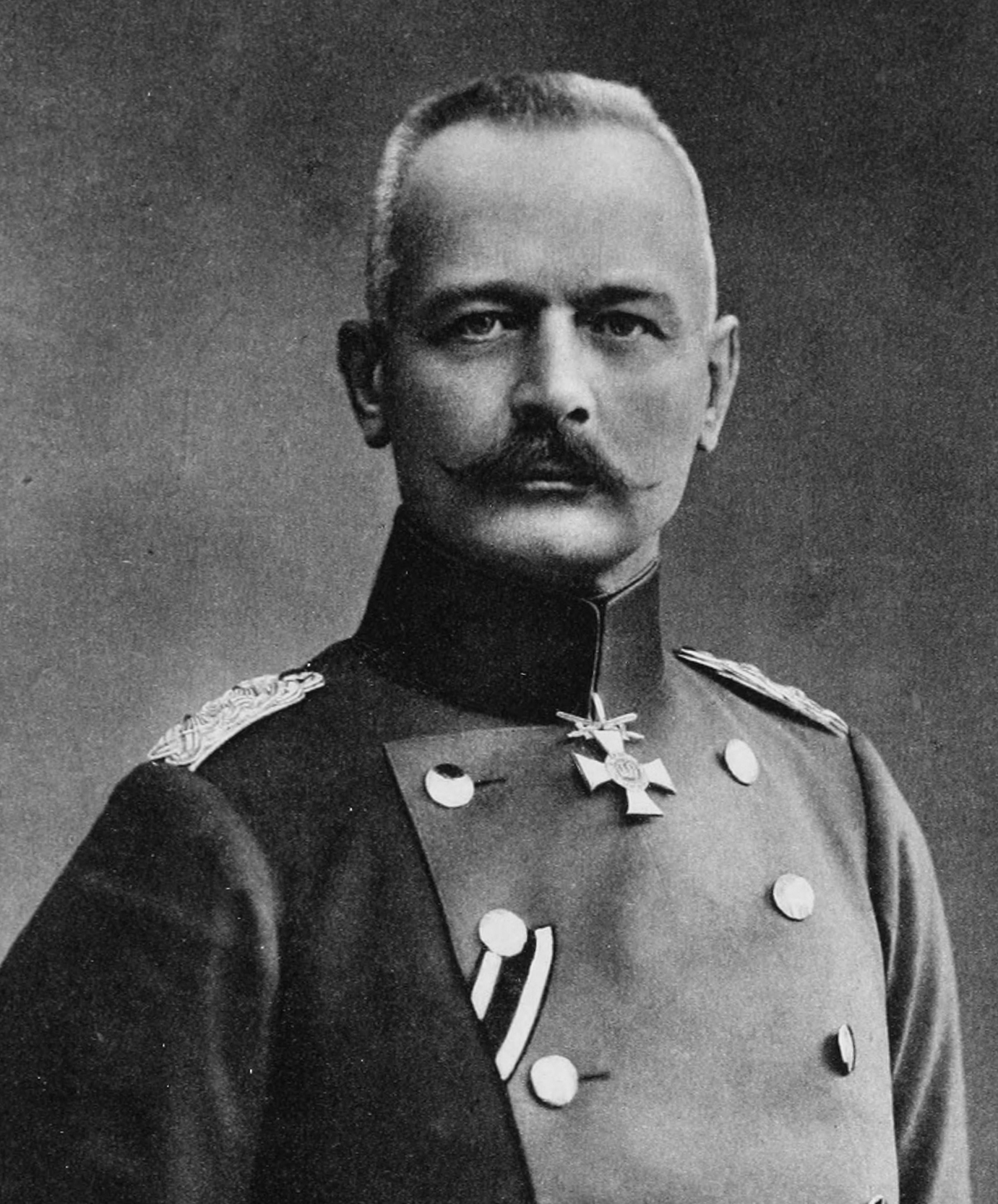
Erich von Falkenhayn
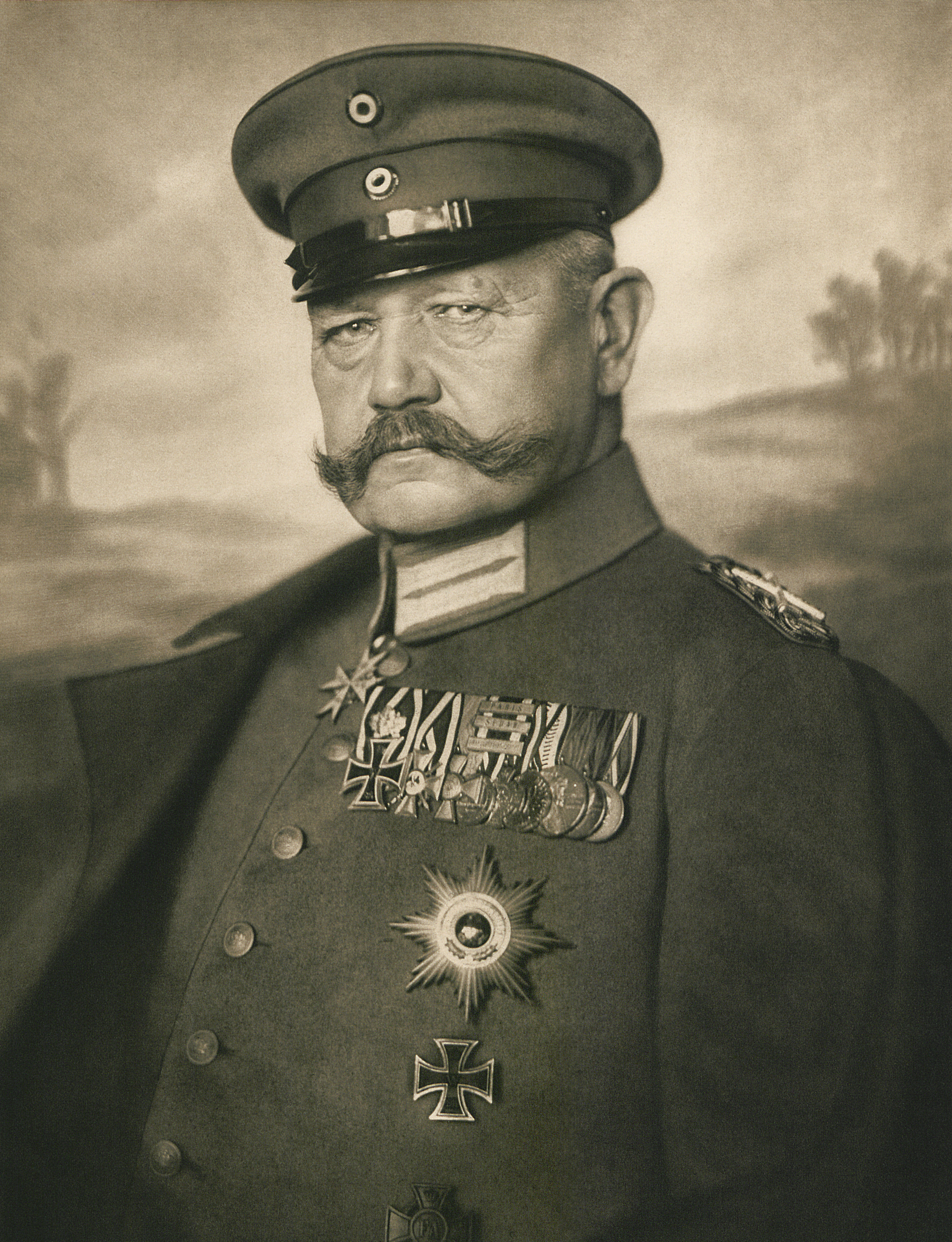
Paul von Hindenburg
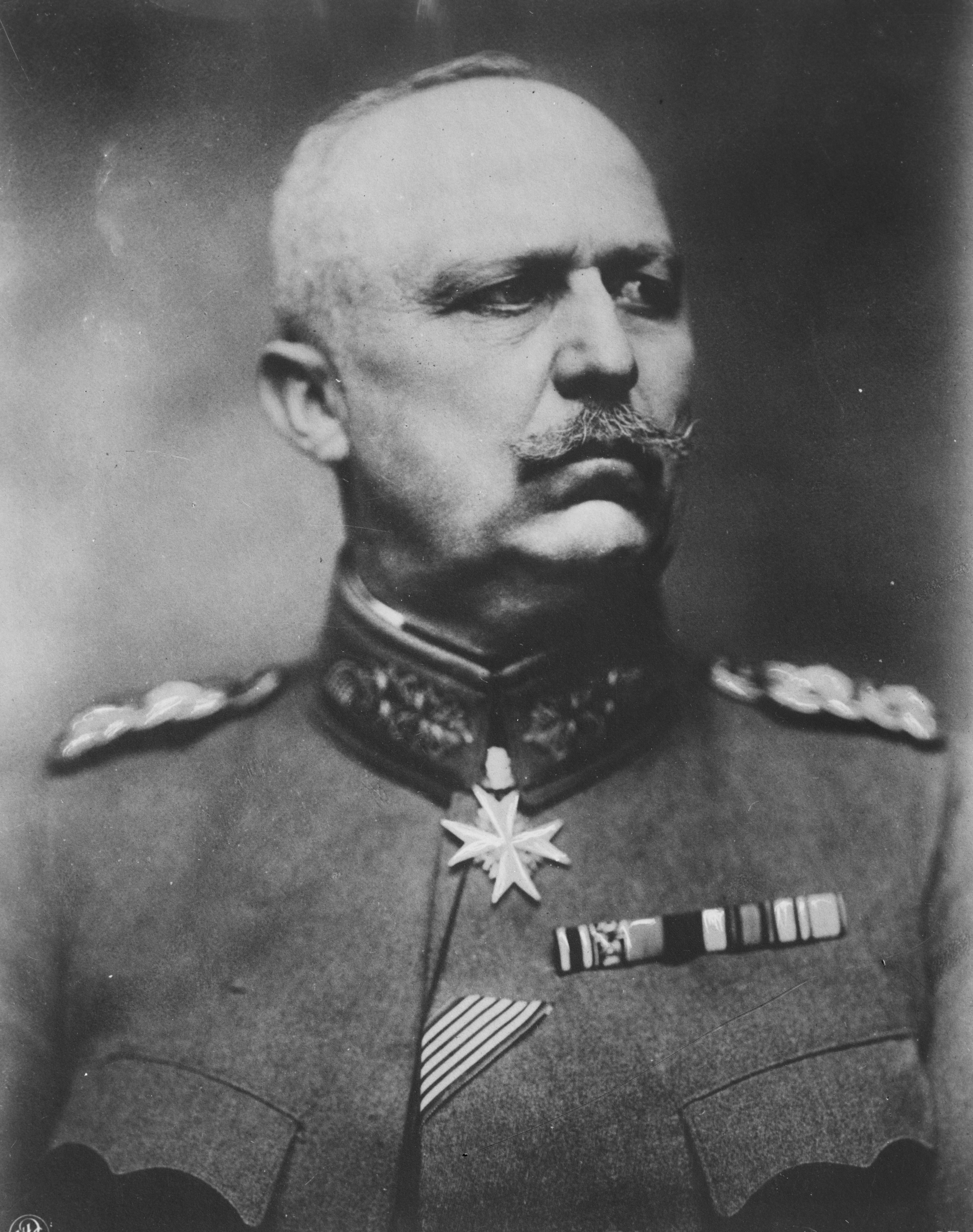
Erich Ludendorff

#### Armée impériale allemande(Deutsches Heer)
- Léopold de Bavière - Commandant suprême des forces austro-allemandes sur le Front de l'Est (1916–18).
- Max Hoffmann - Chef d'État-Major du Front de l'Est (1916–18).
- Guillaume de Prusse - Commandant de la 5e Armée (1914–16) puis du Groupe d'armées Deutscher Kronprinz (1915–18).
- Rupprecht de Bavière - Commandant de la 6e Armée (1914–16) puis du Groupe d'armées Kronprinz Rupprecht von Bayern (1916–18).
- Albert de Wurtemberg - Commandant de la 4e Armée (1914–16) puis du Groupe d'armées Herzog Albrecht (1917–18).
- August von Mackensen - Commandant de la 9e Armée (1914) puis du Groupe d'armées Mackensen (1915) ainsi que des forces allemandes engagées en Serbie et en Roumanie.
- Max von Gallwitz - Commandant de la 12e Armée (1915), de la 11e Armée (1915-16), de la 2e Armée (1916), puis du Groupe d'armées Gallwitz (1918).
- Remus von Woyrsch - Commandant du Landwehrkorps (1914) puis du détachement d'armée Woyrsch (1914–17).
- Hermann von Eichhorn - Commandant de la 10e Armée (1915–18) ainsi que du Groupe d'armées Eichhorn (1916–18). Gouverneur militaire de l'État ukrainien (1918).
- Alexander von Linsingen - Commandant de l'Armée du Sud (1915), de l'Armée du Boug (1915–18) et en même temps du Groupe d'armées Linsingen (1916–18).
- Otto von Below - Commandant de la 8e Armée (1914–15), de l'Armée du Niemen (1915–16), puis du Groupe d'armées Below (1916–17) ainsi que de la 14e Armée en Italie (1917–18).
- Friedrich von Scholtz - Commandant de la 8e Armée (1915) puis du Groupe d'armées Scholtz (1917–18).
- Max von Boehn - Commandant de la 7e Armée (1917–18) puis du Groupe d'armées Boehn (1918).
- Karl von Einem - Commandant de la 3e Armée (1914–19).
- Alexander von Kluck - Commandant de la 1re Armée (1914–15).
- Karl von Bülow - Commandant de la 2e Armée (1914) pendant la Bataille de Liège ainsi que du Siège de Namur.
- Georg von der Marwitz - Commandant de la 2e Armée (1916–18) sur le Front de l'Ouest, puis de la 5e Armée (1918).
- Friedrich Sixt von Arnim - Commandant de la 4e Armée (1917–18).
- Ludwig von Falkenhausen - Commandant du détachement Falkenhausen (1914–16). Gouverneur impérial de la Belgique occupée (1917–18).
- Oskar von Hutier - Commandant de la 8e Armée (1917) puis de la 18e Armée (1917–19).
- Paul von Lettow-Vorbeck - Commandant des forces allemandes en Afrique orientale allemande (1914–18).
- Victor Franke - Commandant des forces allemandes dans le Sud-Ouest africain allemand (1914–18).
- Carl Heinrich Zimmermann - Commandant des forces allemandes au Kamerun (1914–16).
- Ernst von Hoeppner - Commandant des forces aériennes allemandes (1915–19).

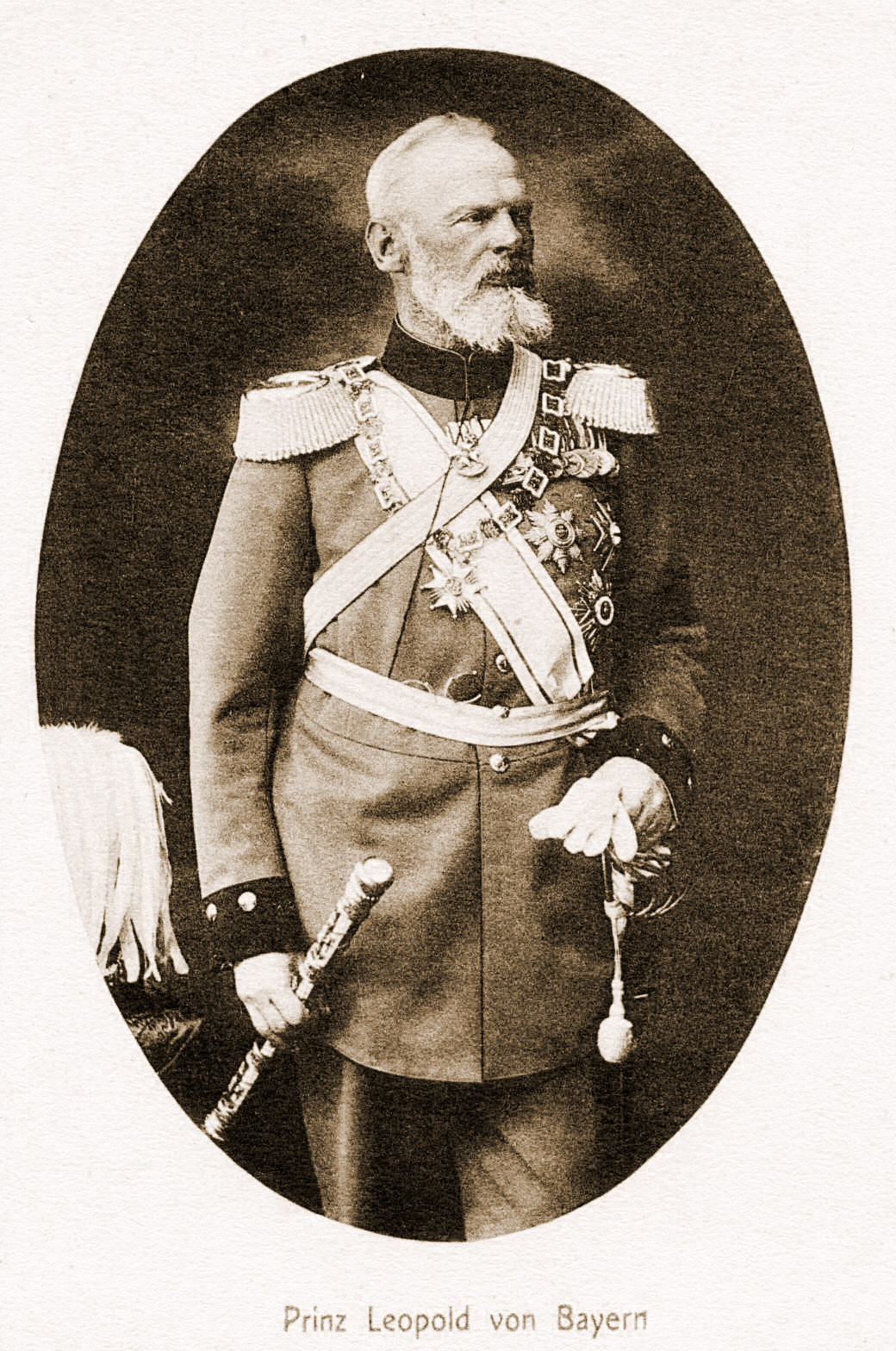
Léopold de Bavière
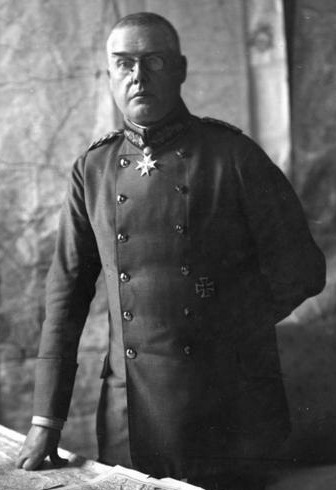
Max Hoffmann
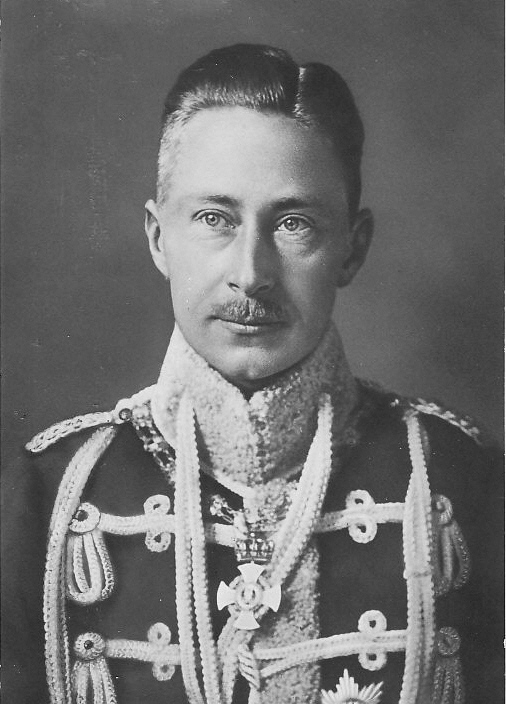
Guillaume de Prusse
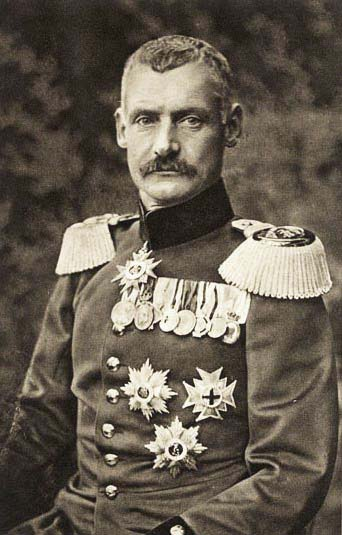
Rupprecht de Bavière
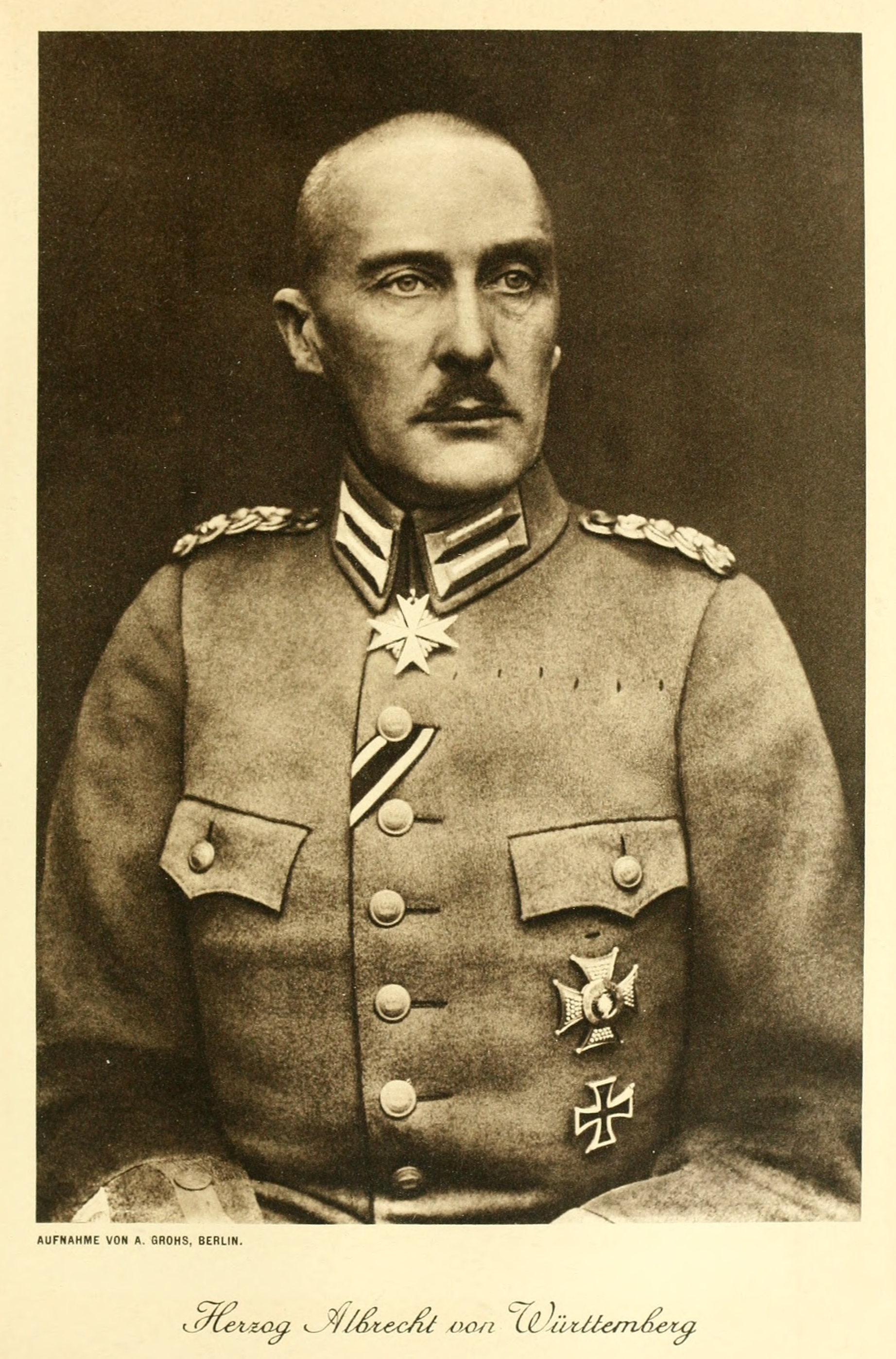
Albert de Wurtemberg
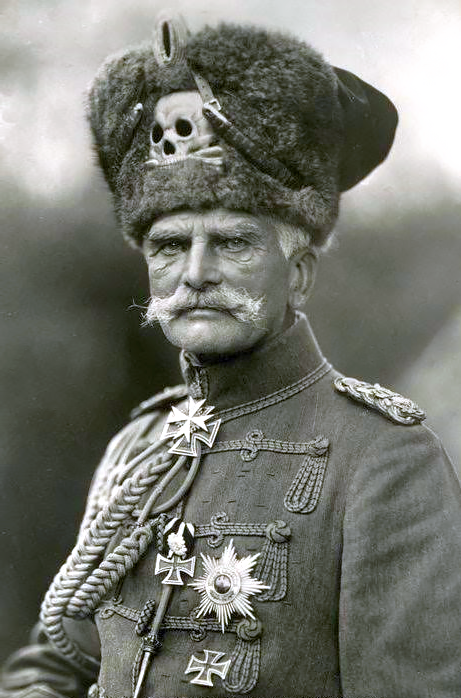
August von Mackensen
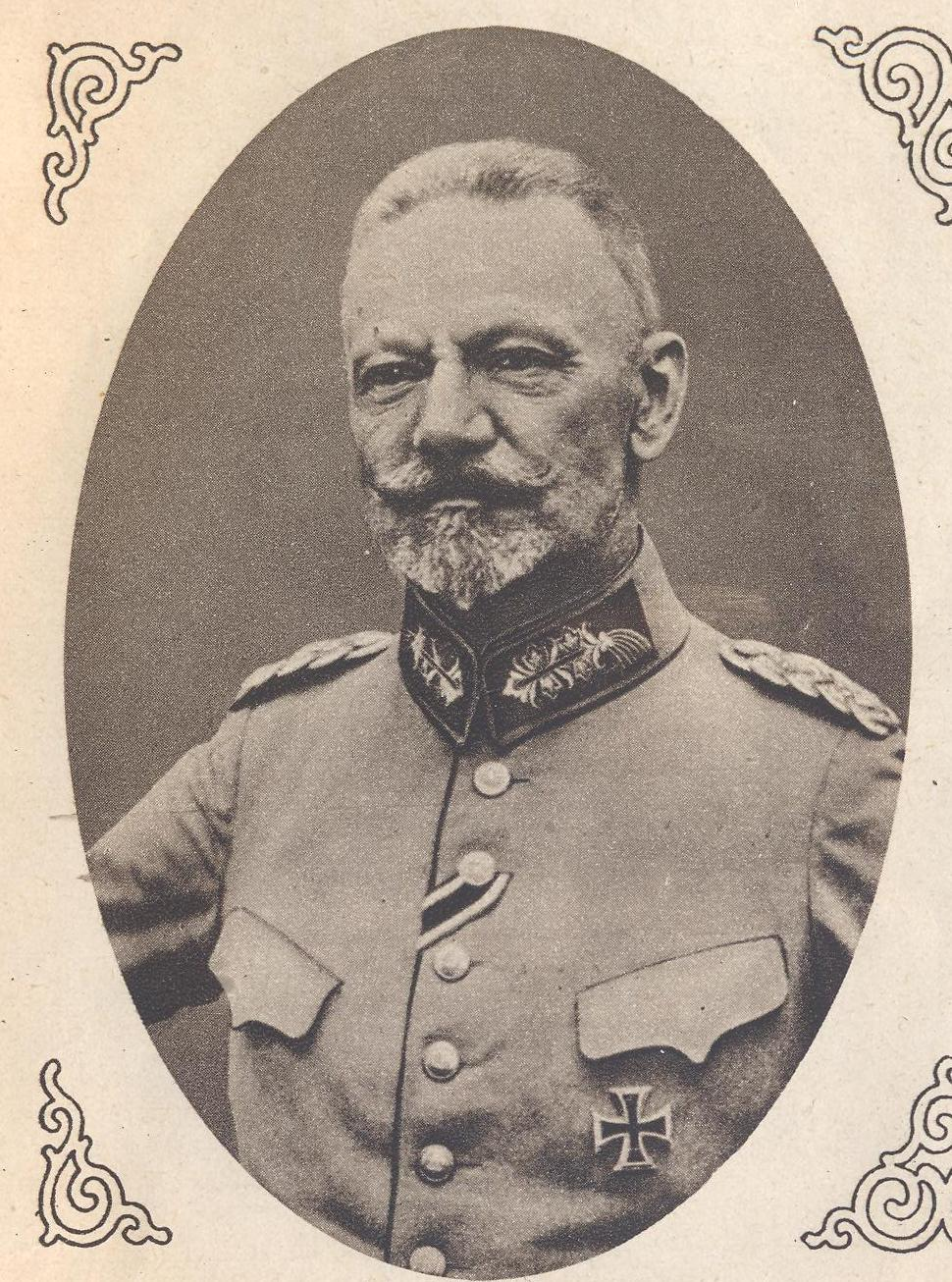
Max von Gallwitz
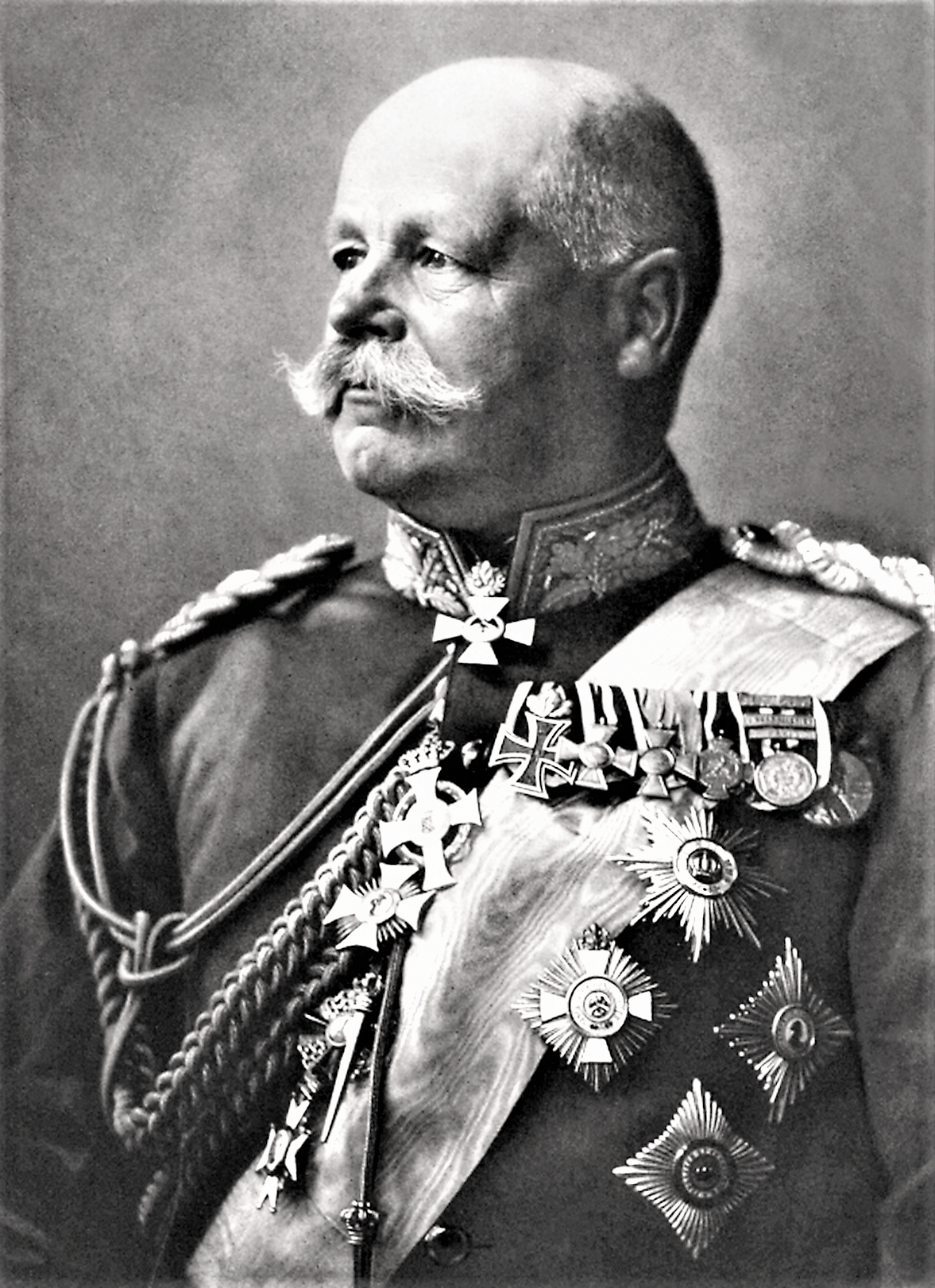
Hermann von Eichhorn
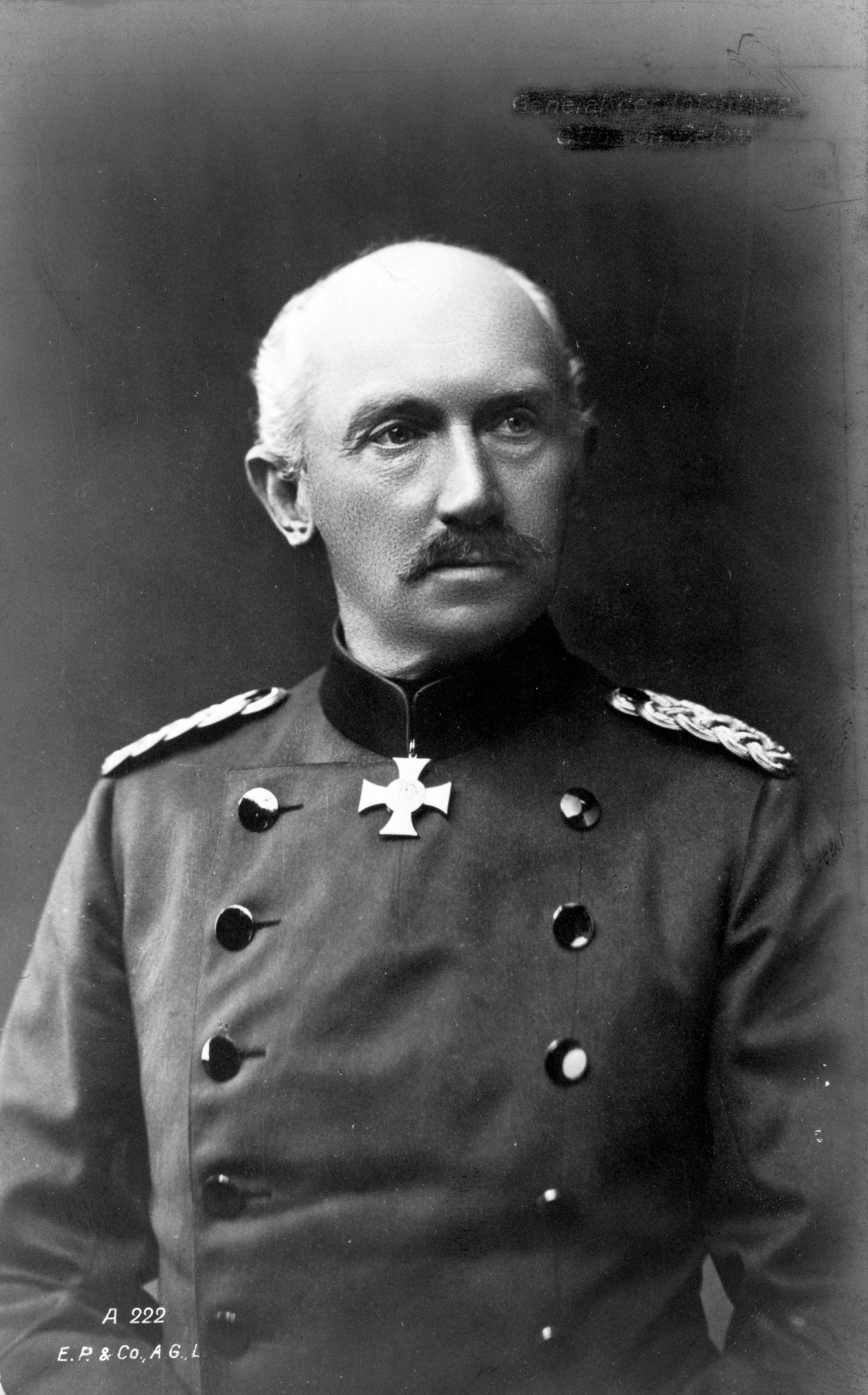
Otto von Below
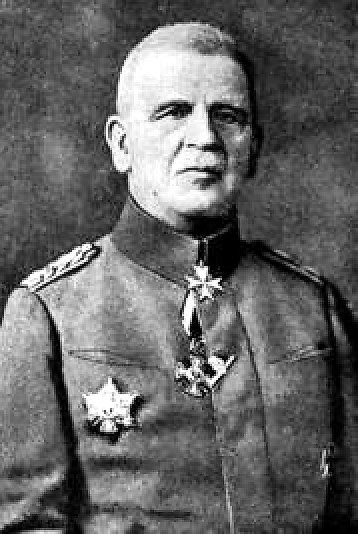
Max von Boehn
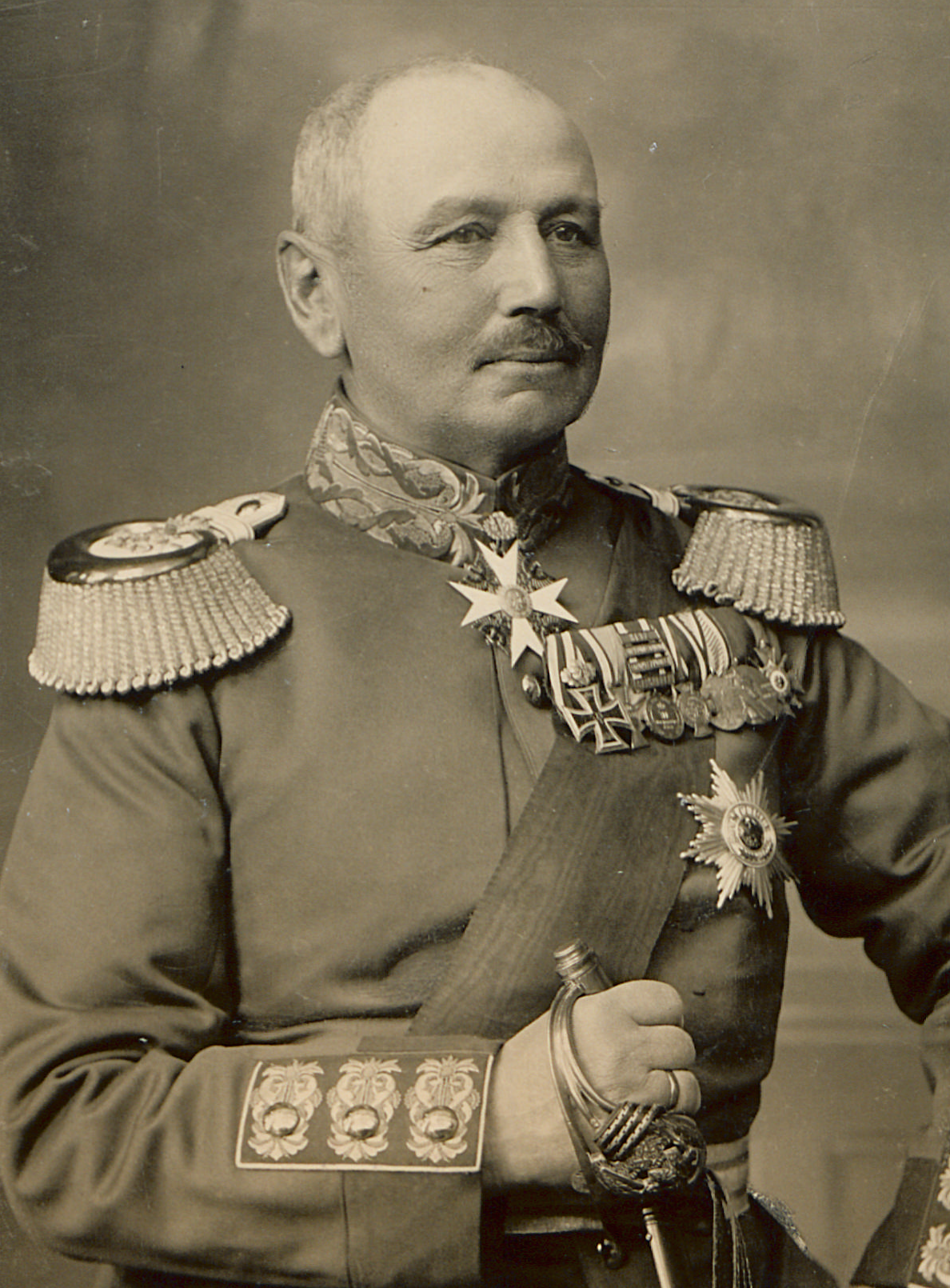
Alexander von Kluck
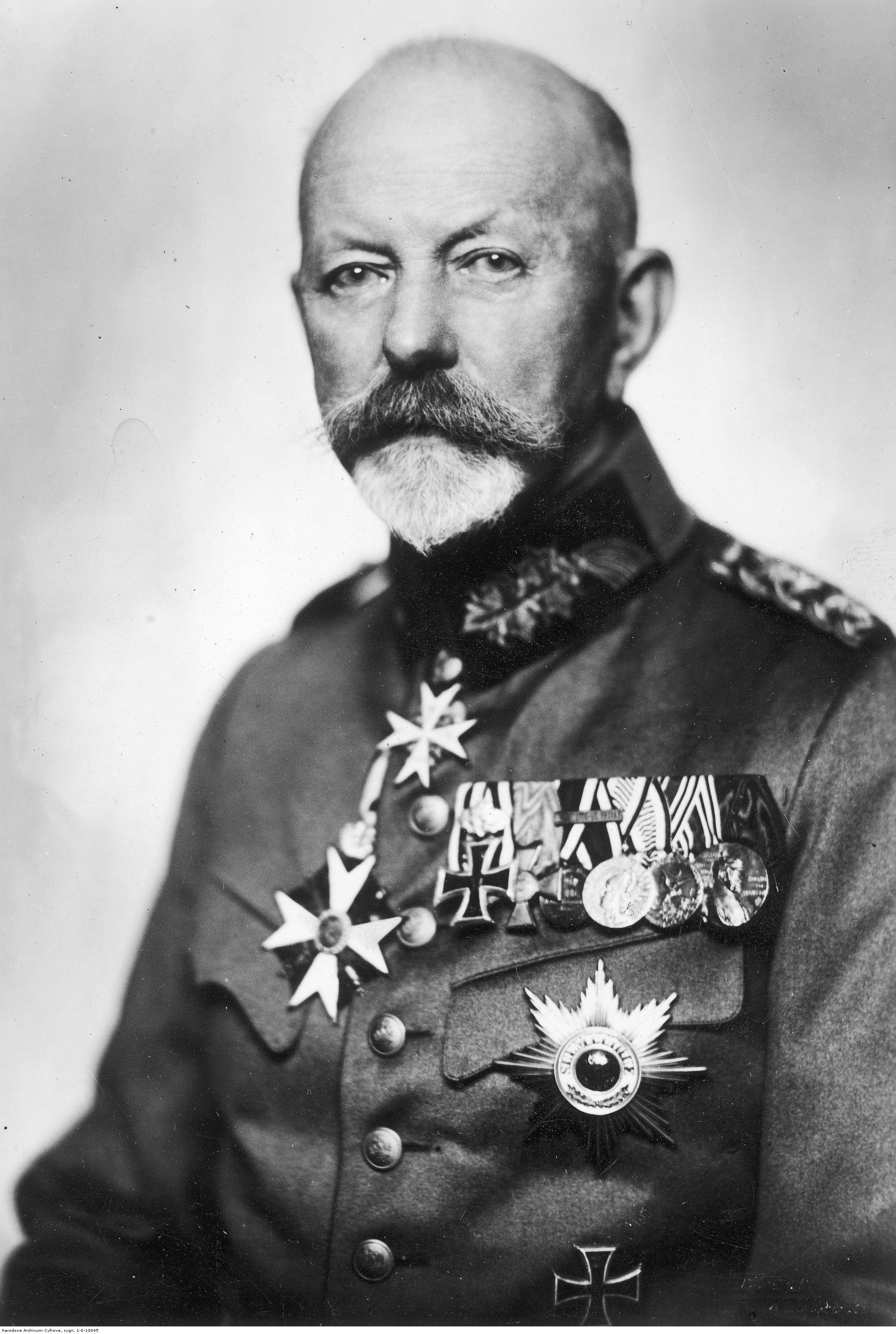
Friedrich Sixt von Arnim
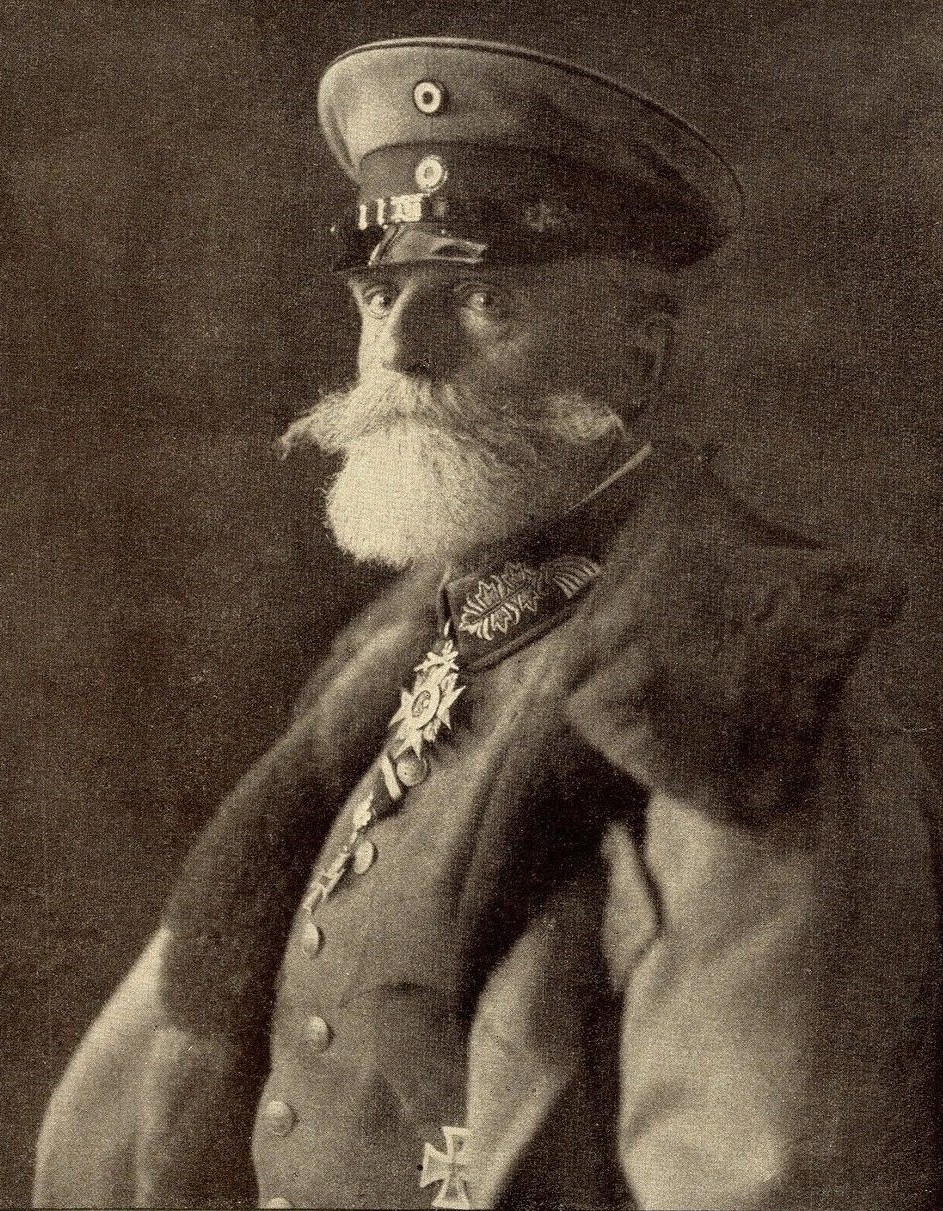
Ludwig von Falkenhausen
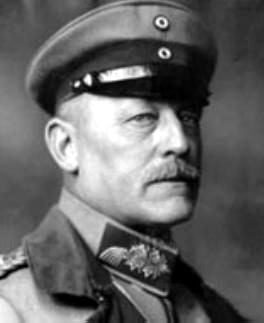
Oskar von Hutier
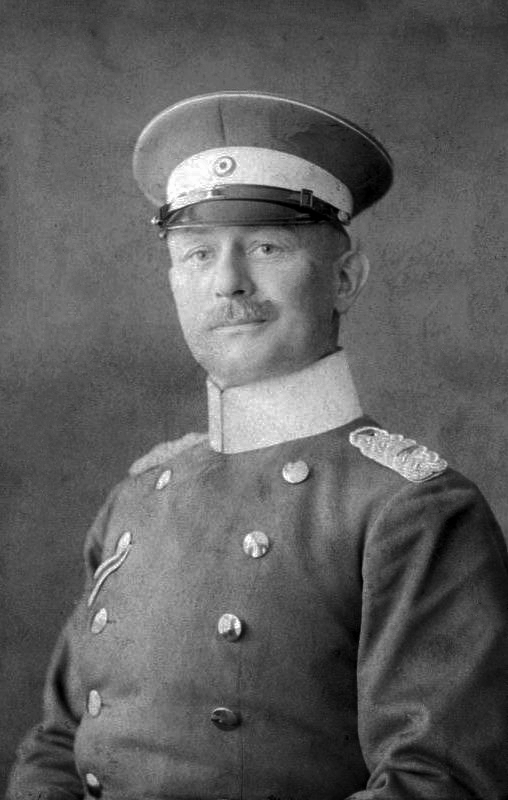
Paul von Lettow-Vorbeck
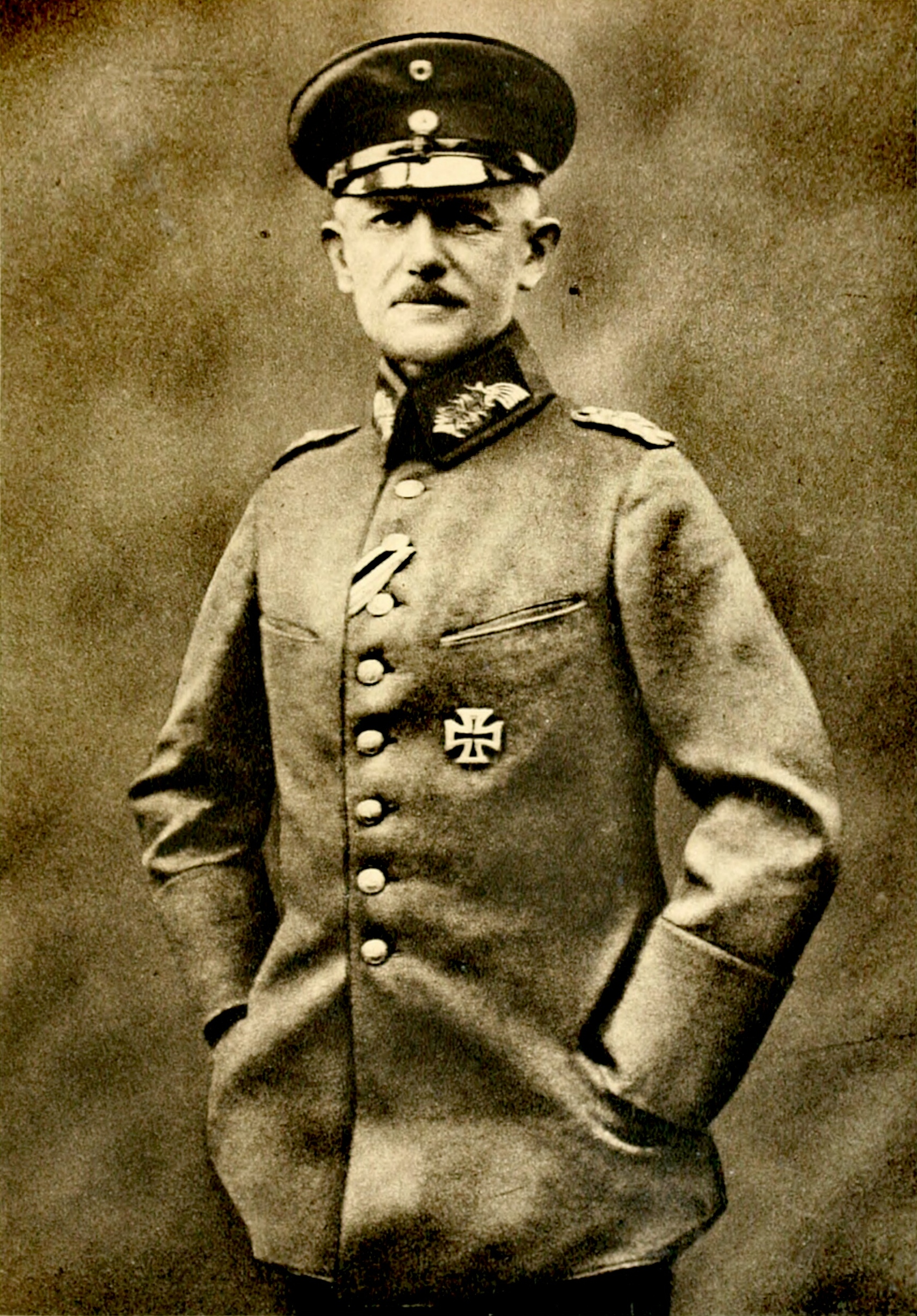
Ernst von Hoeppner

#### Marine impériale(Kaiserliche Marine)
- Alfred von Tirpitz - Grand Amiral puis Secrétaire d'État à l'Office du Reich à la Marine (1897–1916).
- Friedrich von Ingenohl - Commandant de la Hochseeflotte (1913–15).
- Hugo von Pohl - Commandant de la Hochseeflotte (1915–16).
- Reinhard Scheer - Commandant de la Hochseeflotte (1916–18).
- Franz von Hipper - Commandant des Forces de reconnaissance (1913–18) puis de la Hochseeflotte (1918).
- Henning von Holtzendorff - Chef d'État-Major de l'Amirauté (1915–18).
- Henri de Prusse - Commandant de la Flotte allemande de la Mer Baltique (1914–17).
- Alfred-Meyer Waldeck - Officier de Marine et Gouverneur de la concession allemande de Kiaou-Tchéou.

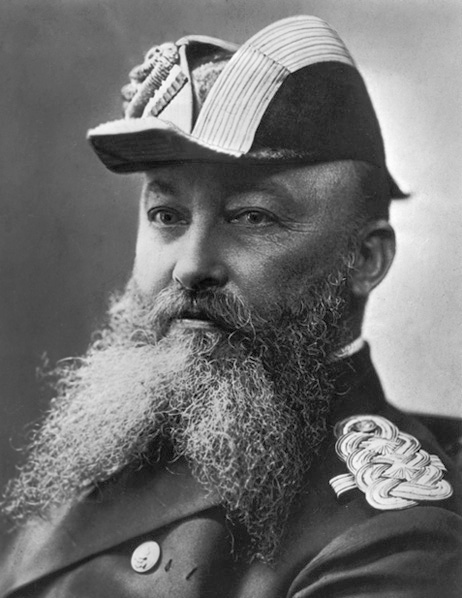
Alfred von Tirpitz
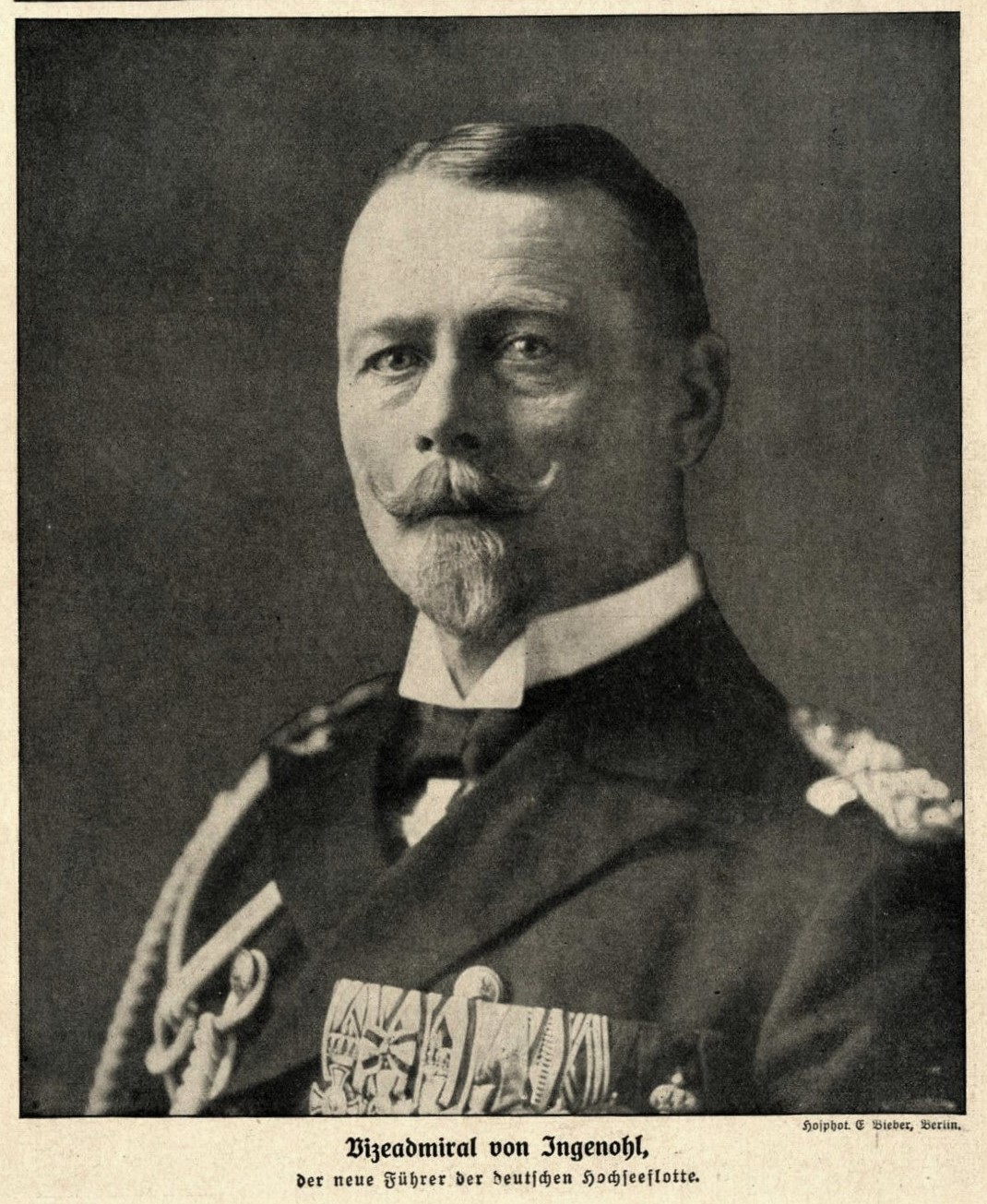
Friedrich von Ingenohl
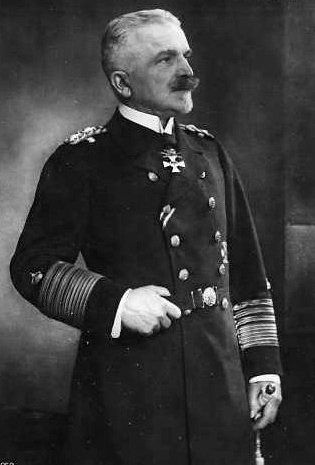
Hugo von Pohl
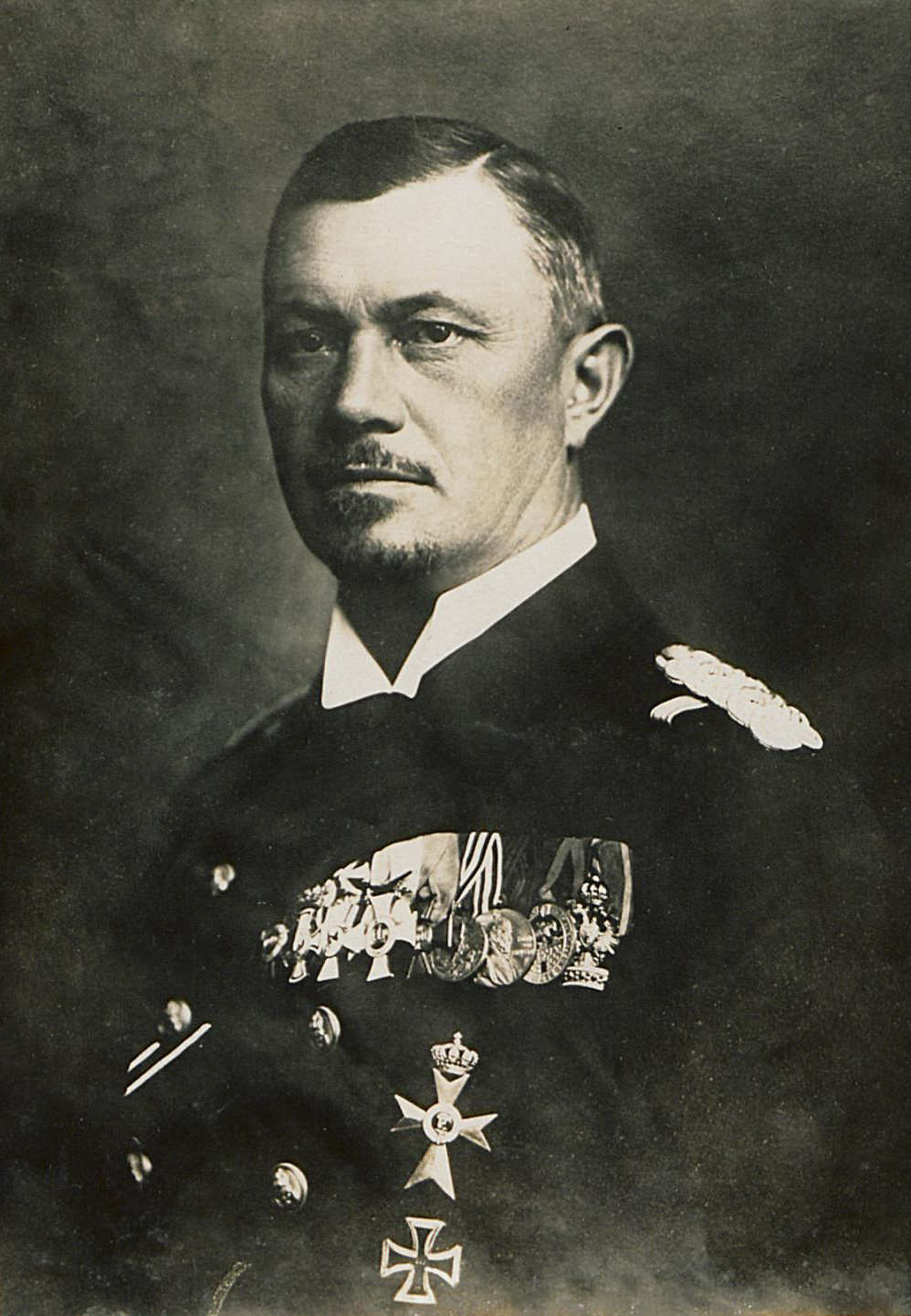
Reinhard Scheer
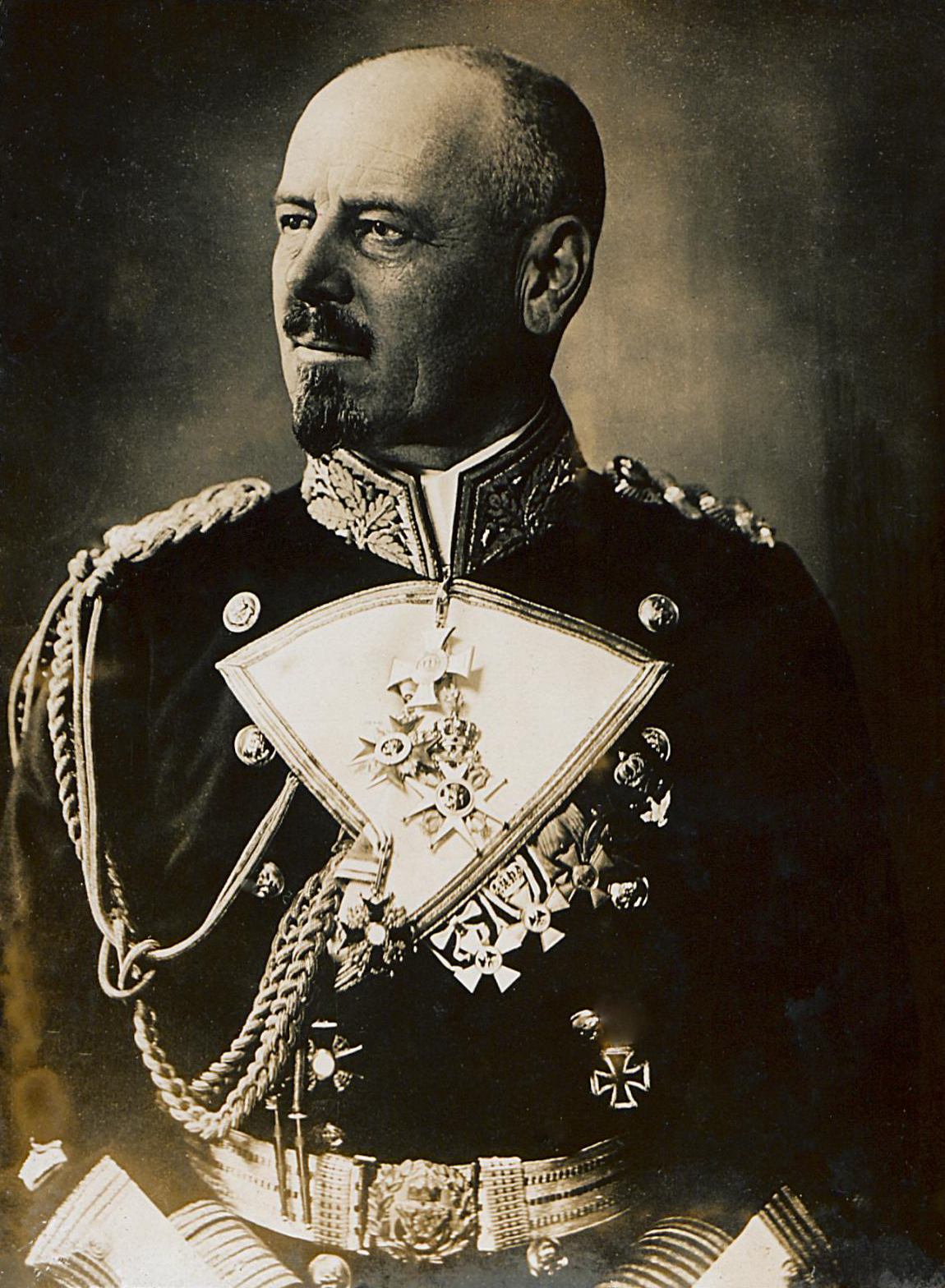
Franz von Hipper
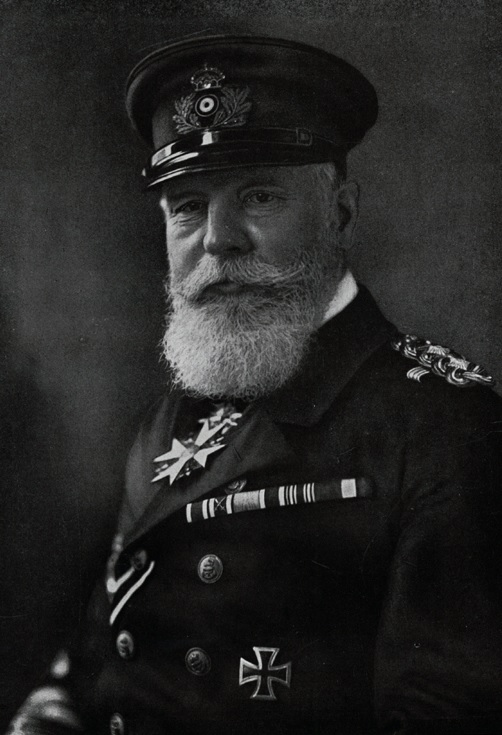
Henning von Holtzendorff
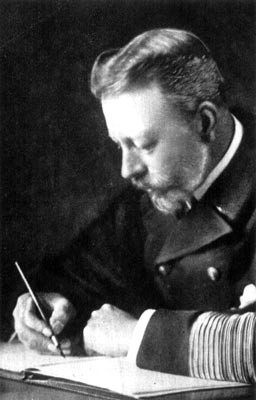
Albert de Prusse
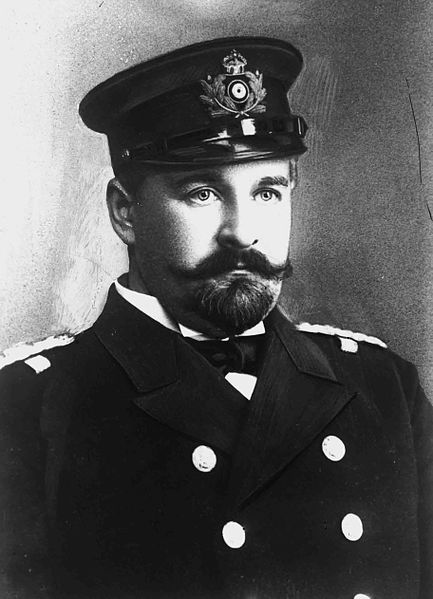
Alfred Meyer-Waldeck

## Autriche-Hongrie

### Dirigeants
- François-Joseph Ier - Empereur d'Autriche et Roi apostolique de Hongrie (1848–1916).
- Charles Ier - Dernier empereur d'Autriche et Roi apostolique de Hongrie (1916–18).

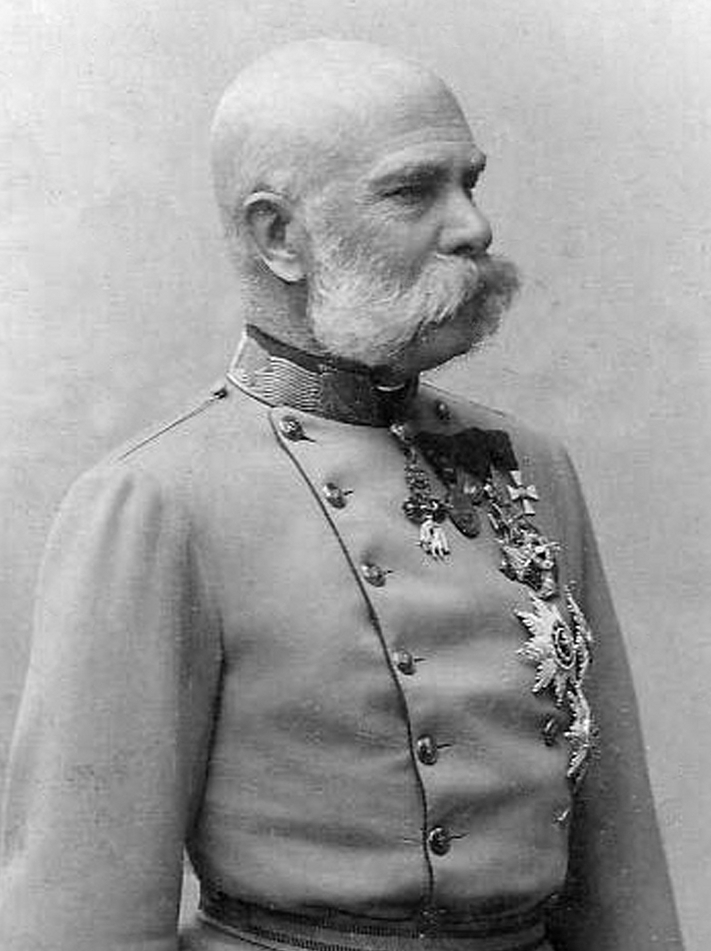
François-Joseph Ier
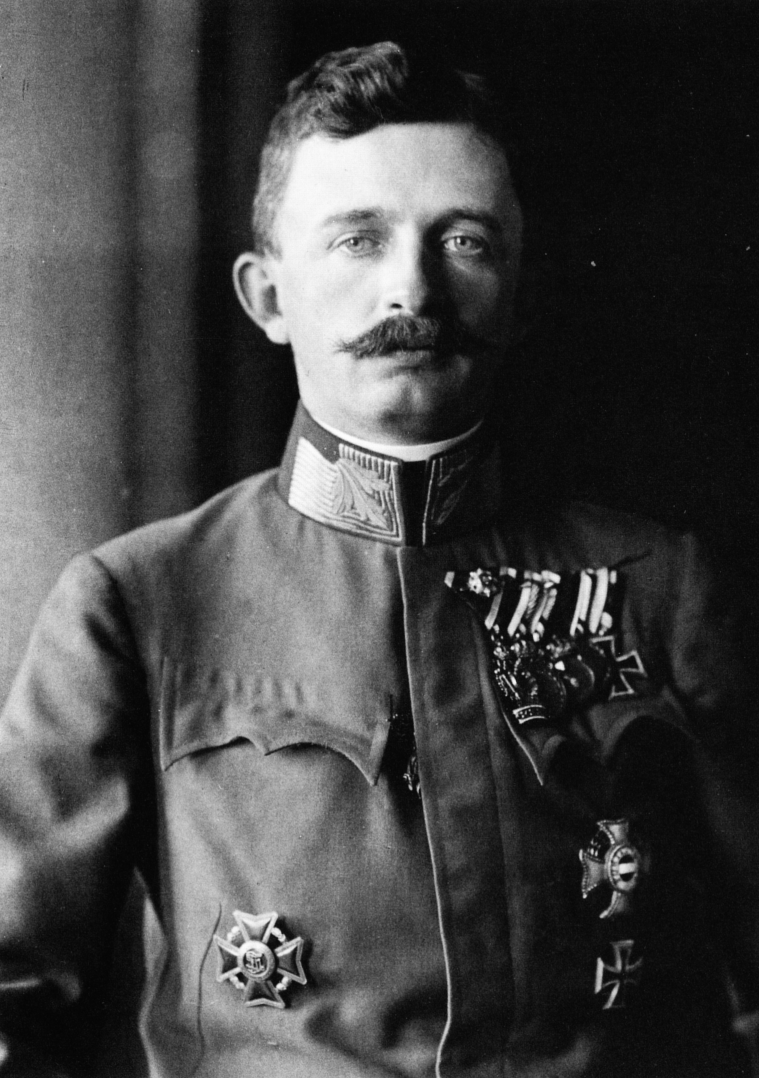
Charles Ier

### Personnalités politiques
- Karl Graf von Stürgkh - Ministre-président d'Autriche (1911–16).
- Ernest von Koerber - Ministre-président d'Autriche (1916).
- Heinrich von Clam-Martinic - Ministre-président d'Autriche (1916–17).
- Ernst Seidler von Feuchtenegg - Ministre-président d'Autriche (1917–18).
- Max Hussarek von Heinlein - Ministre-président d'Autriche (1918).
- István Tisza - Premier Ministre de Hongrie (1913–17).
- Sándor Wekerle - Premier Ministre de Hongrie (1917–18).
- Leopold Berchtold - Ministre des Affaires étrangères (1912–15).
- Stephan Burián von Rajecz - Ministre des Affaires étrangères (1915–16), puis en 1918.
- Ottokar Czernin - Ministre des Affaires étrangères (1916–18).
- Alexander von Krobatin - Ministre de la Guerre (1912–17) puis Commandant du Groupe d'armées Südtirol (1918).
- Rudolf Stöger-Steiner von Steinstätten - Ministre de la Guerre (1917–18).

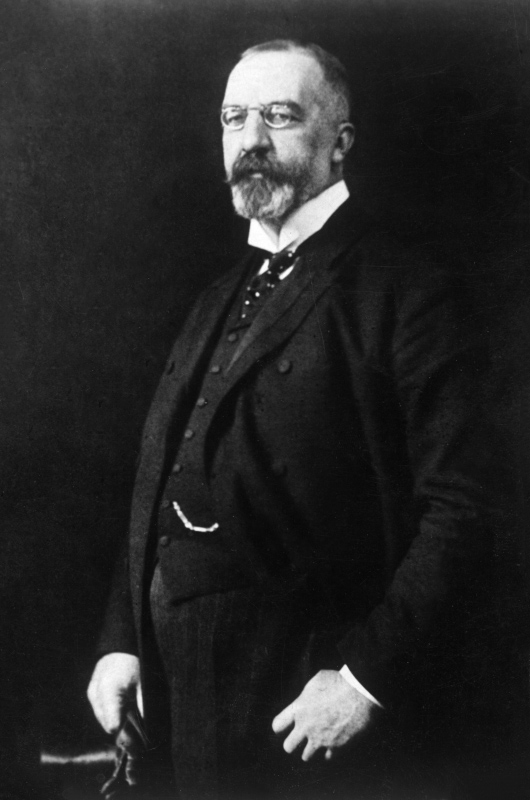
Karl Graf von Stürgkh
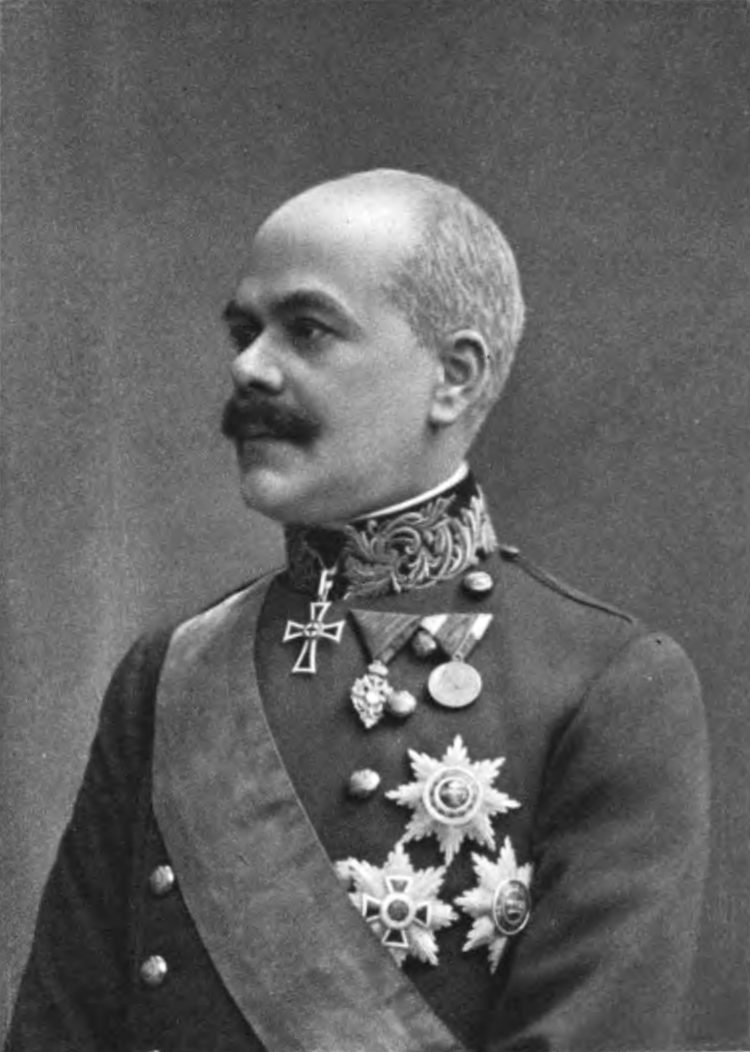
Ernest von Koerber
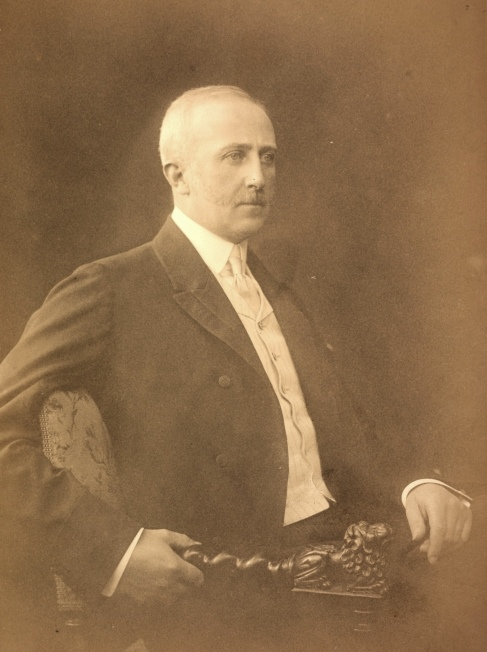
Heinrich Clam-Martinic
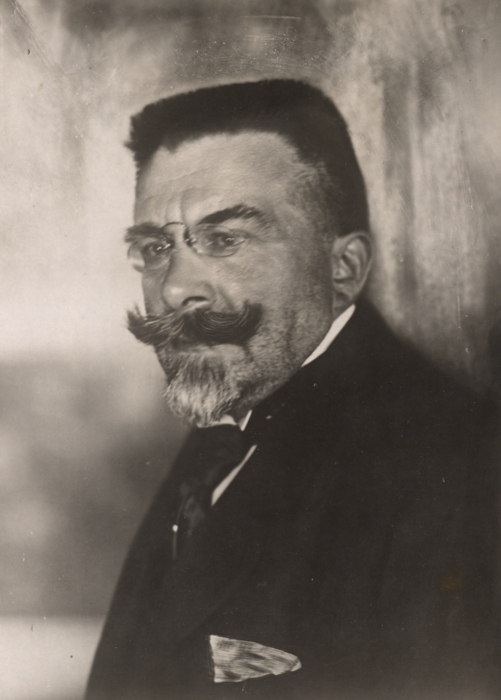
Ernst Seidler von Feuchtenegg
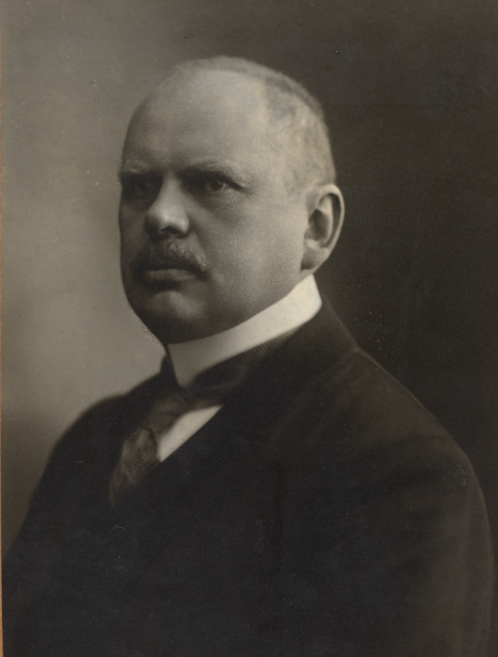
Max Hussarek von Heinlein
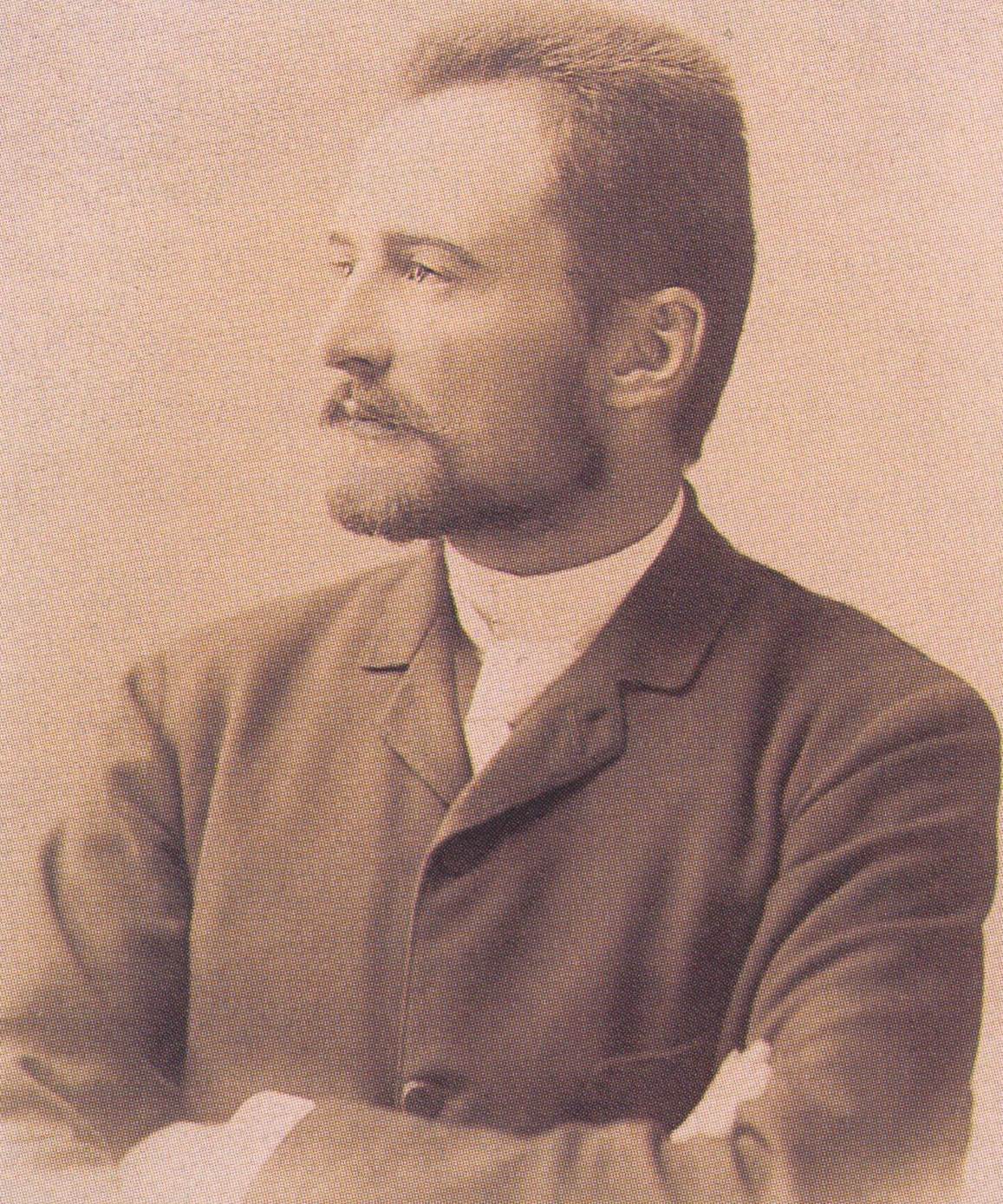
István Tisza
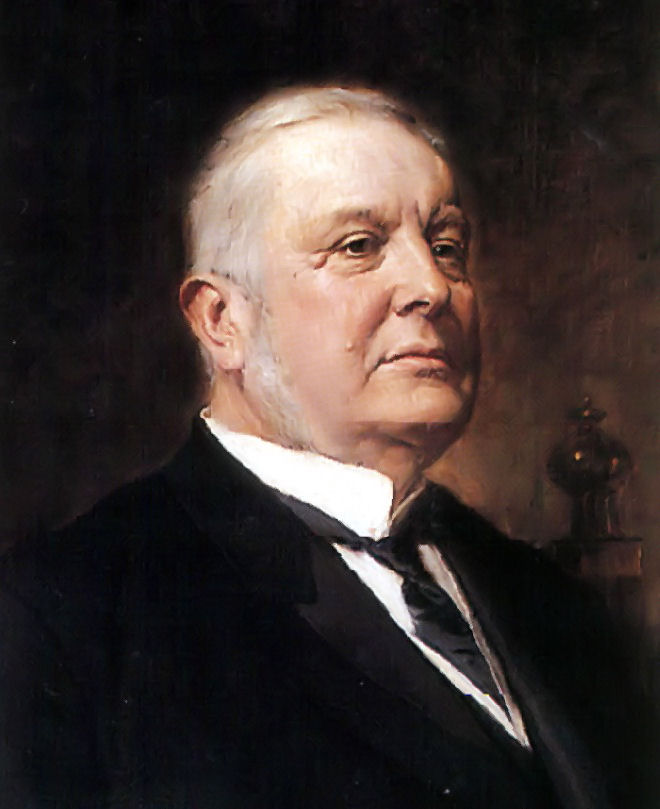
Sándor Wekerle
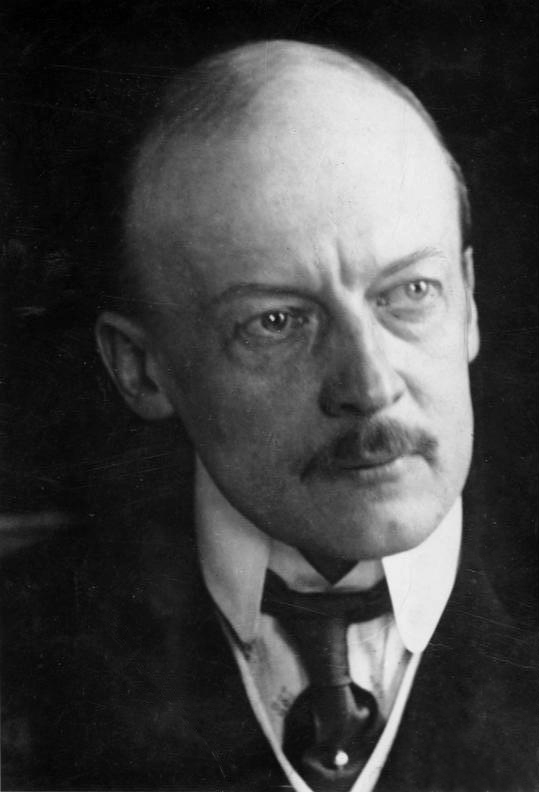
Leopold Berchtold
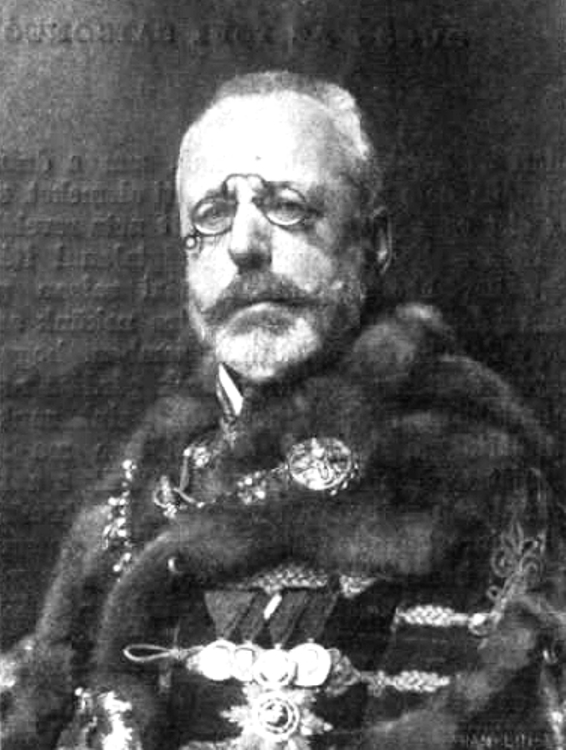
Stephan Burián von Rajecz
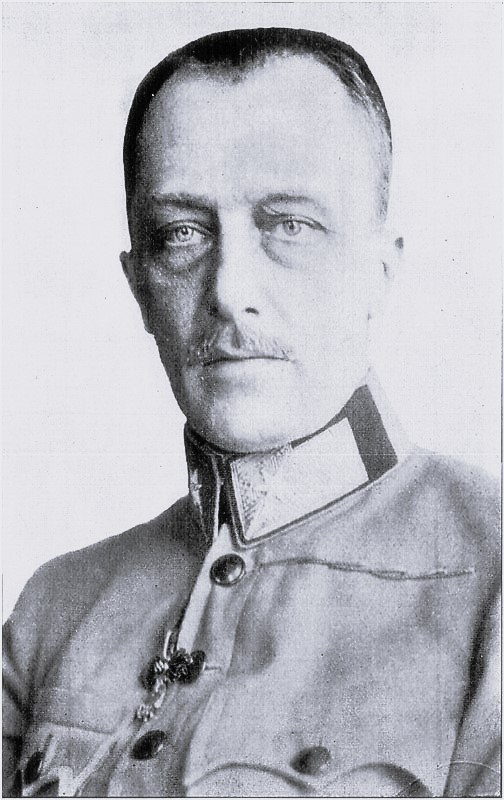
Ottokar Czernin
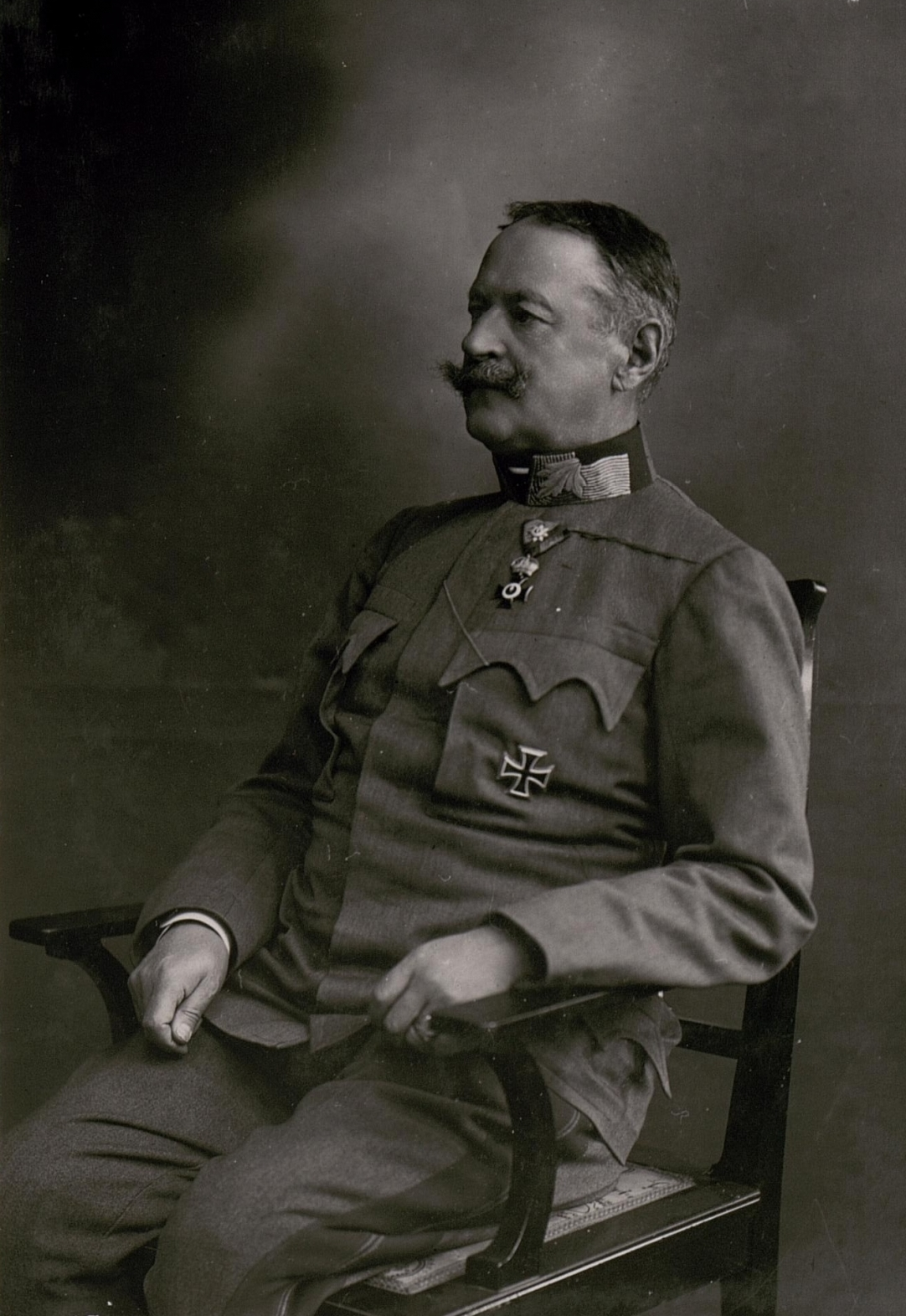
Alexander von Krobatin
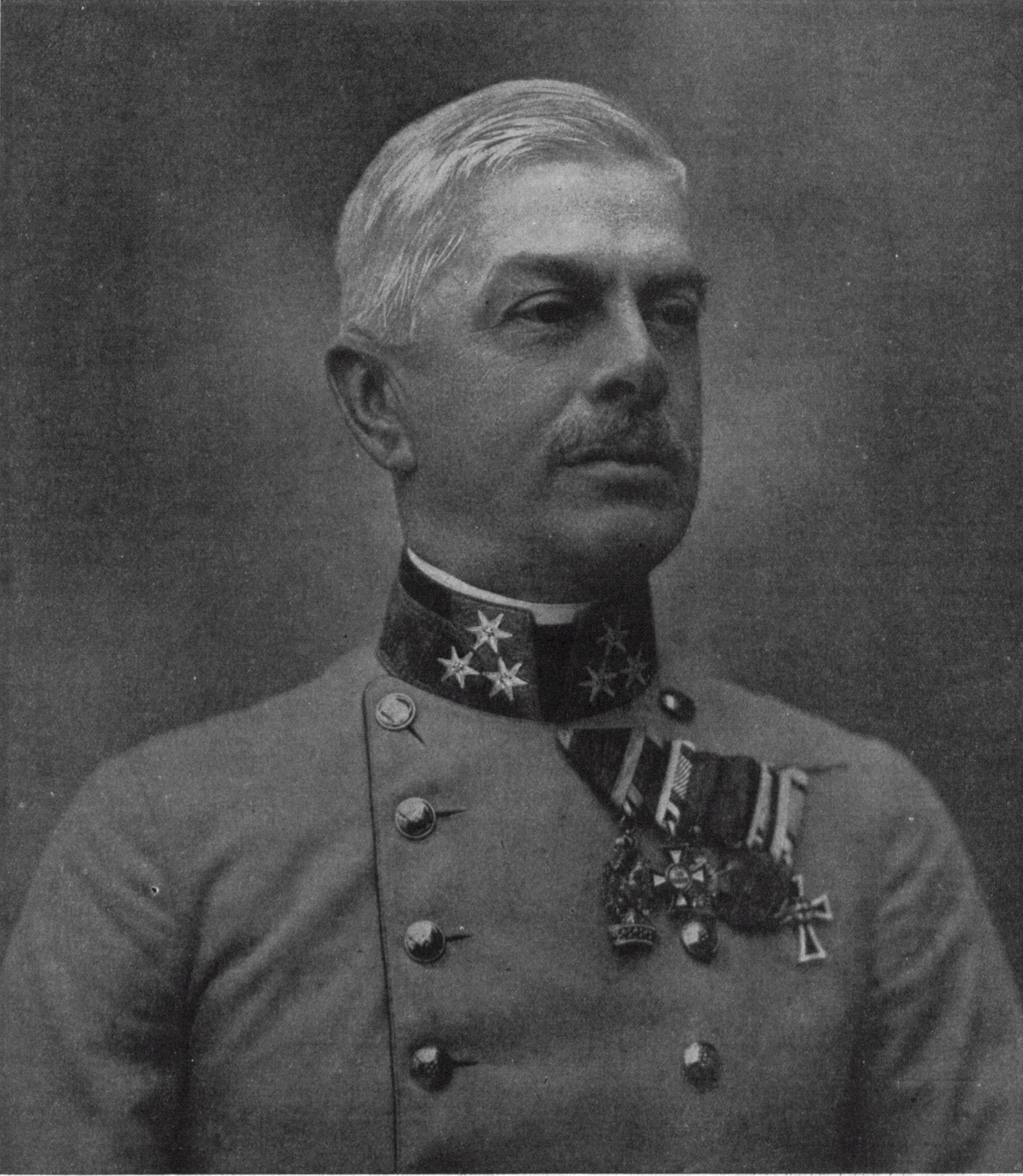
Rudolf Stöger-Steiner

### Personnalités militaires

#### État-major impérial et royal(k.u.k. Generalstab)
- Franz Conrad von Hötzendorf - Chef de l'État-major impérial et royal (1912–17).
- Arthur Arz von Straußenburg - Chef de l'État-major impérial et royal (1917–18).

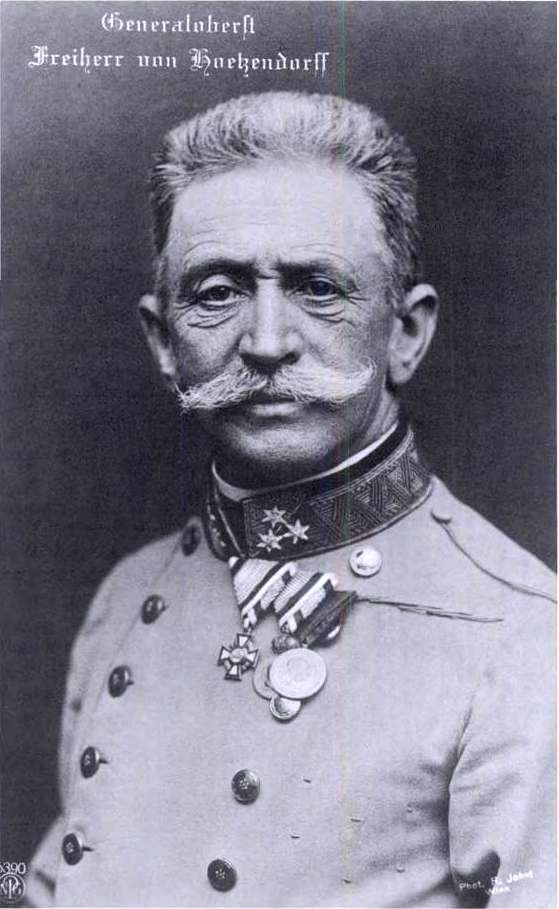
Conrad von Hötzendorf
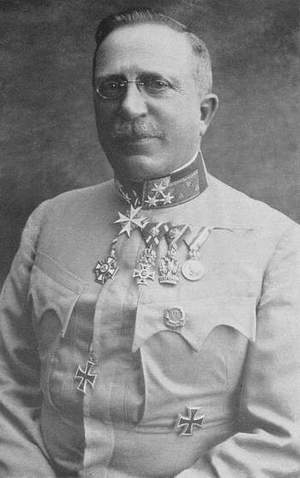
Arz von Straußenburg

#### Armée de terre austro-hongroise (Landstreitkräfte Österreich-Ungarns)
- Frédéric de Teschen - Commandant suprême de l'armée austro-hongroise (1914–17).
- Svetozar Borojević von Bojna - Commandant de la 3e Armée (1914–15) puis la 5e Armée (1915–18).
- Oskar Potiorek - Gouverneur de Bosnie-Herzégovine puis Commandant des forces austro-hongroises lors de la Campagne de Serbie (1914).
- Liborius Ritter von Frank - Commandant de la 5e Armée lors de la Campagne de Serbie (1914).
- Stjepan Sarkotić - Gouverneur de Bosnie-Herzégovine (1914–18) et Commandant des forces austro-hongroises lors de la Campagne du Monténégro (1916).
- Hermann Kövess - Commandant de la 3e Armée (1915) lors de la Campagne de Serbie puis sur le Front italien (1916). Commandant suprême de l'armée austro-hongroise (1918).
- Eugène d'Autriche-Teschen - Commandant des forces austro-hongroises dans les Balkans (1914–15), puis sur le Front italien (1916–18).
- Joseph-Auguste de Habsbourg-Lorraine - Commandant de la 6e Armée (1918), puis Régent de Hongrie (1918).
- Viktor von Dankl - Commandant de la 1re Armée (1915) sur le Front de l'Est puis de la 11e Armée (1915–16) sur le Front italien.
- Franz Rohr von Denta - Commandant de la 10e Armée (1916) et de la 11e Armée (1916–17) sur le Front italien, puis de 1re Armée (1917) sur le Front de l'Est.
- Joseph-Ferdinand de Habsbourg-Toscane - Commandant de la 4e Armée (1914–16) puis Inspecteur général des Forces aériennes impériales et royales (1917–18).
- Karl von Pflanzer-Baltin - Commandant de la 7e Armée (1915–16), puis des forces austro-hongroises en Albanie (1917–18).
- Eduard von Böhm-Ermolli - Commandant du Groupe d'armées Böhm-Ermolli (1915–18) sur le Front de l'Est.
- Viktor Graf von Scheuchenstuel - Commandant sur le Front serbe (1914–15), en Albanie (1916), en Italie (1916–18) ainsi qu'en Roumanie (1917).
- Józef Piłsudski - Commandant des Légions polonaises.

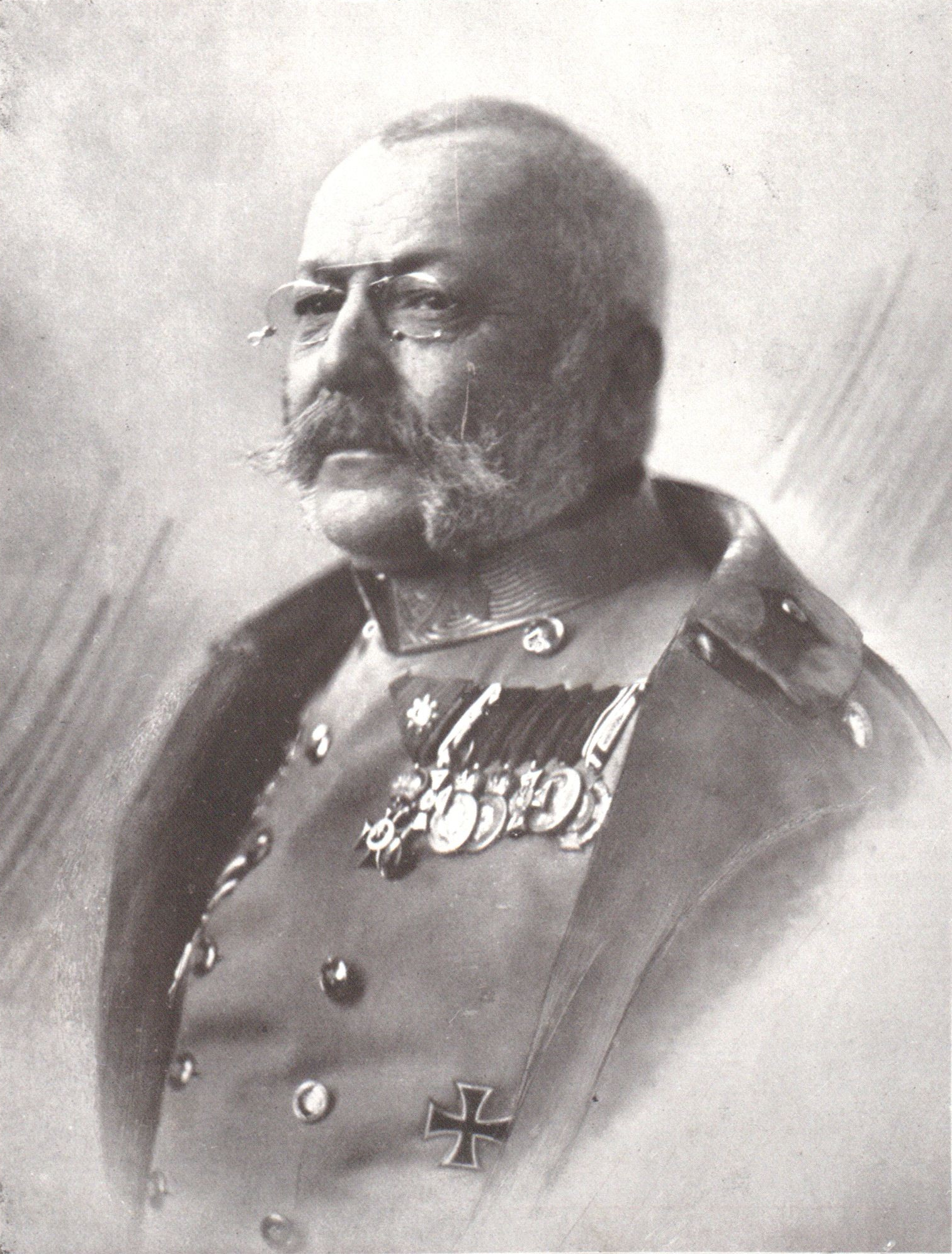
Frédéric de Teschen
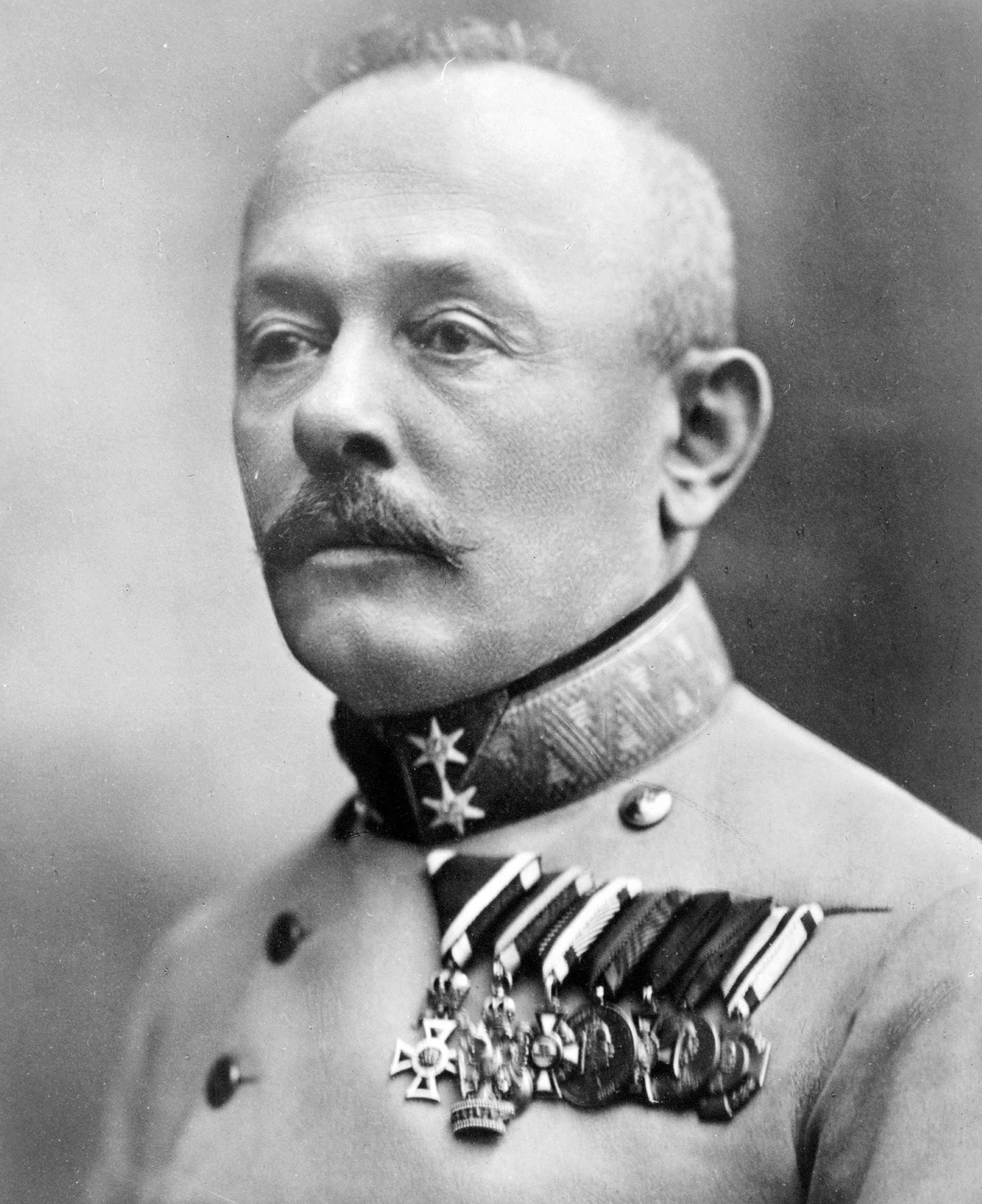
Svetozar Borojević
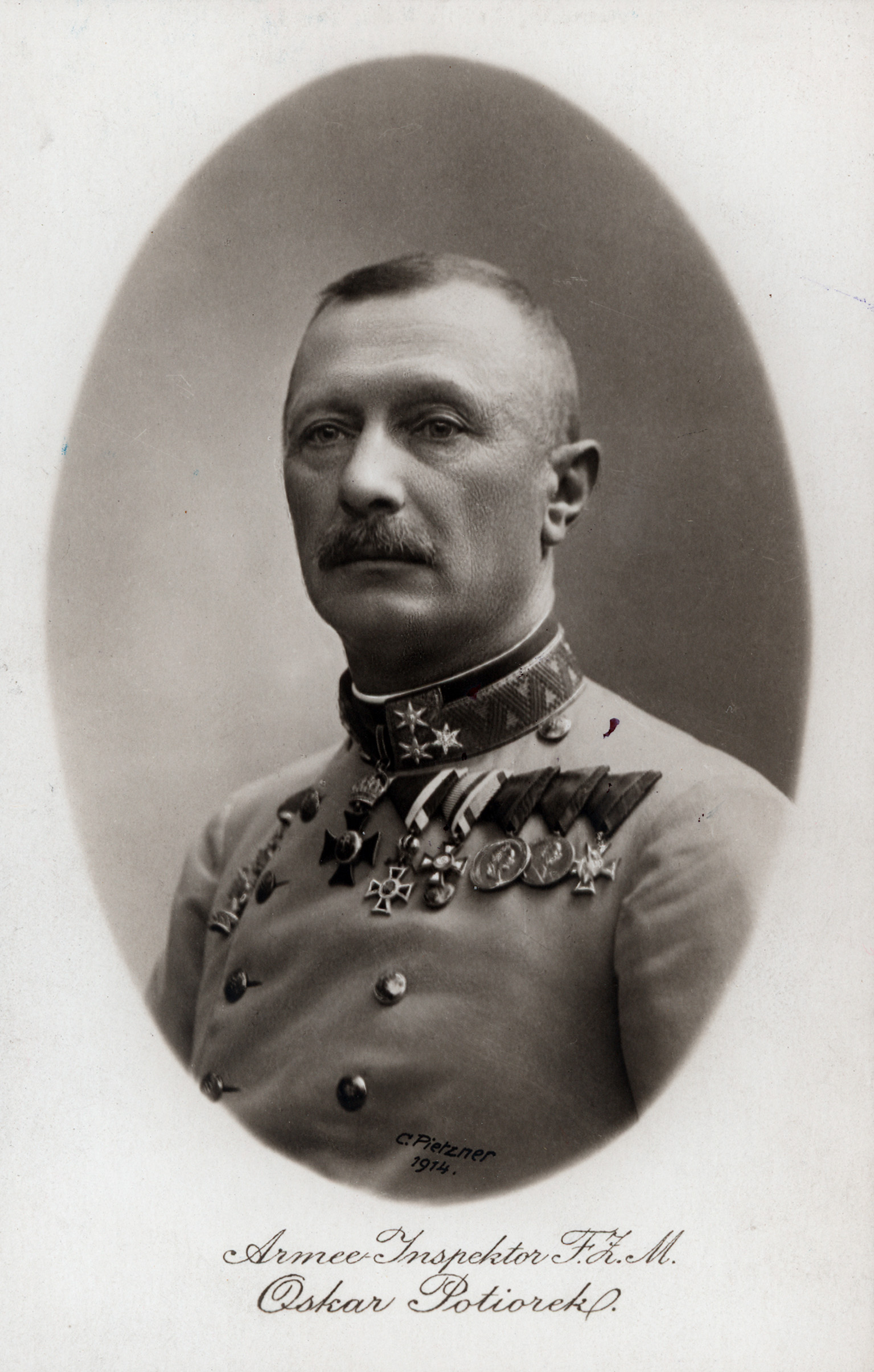
Oskar Potiorek
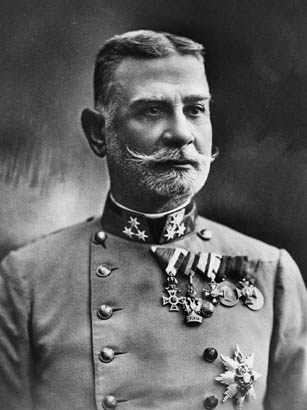
Liborius Ritter von Frank
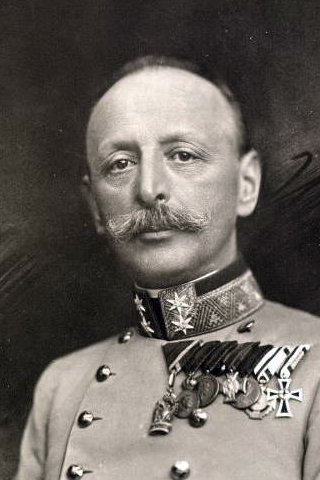
Stjepan Sarkotić
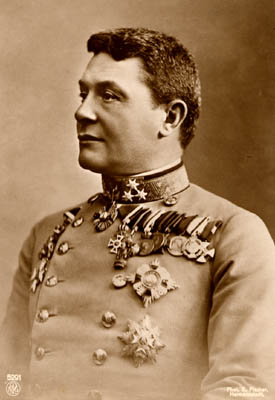
Hermann Kövess
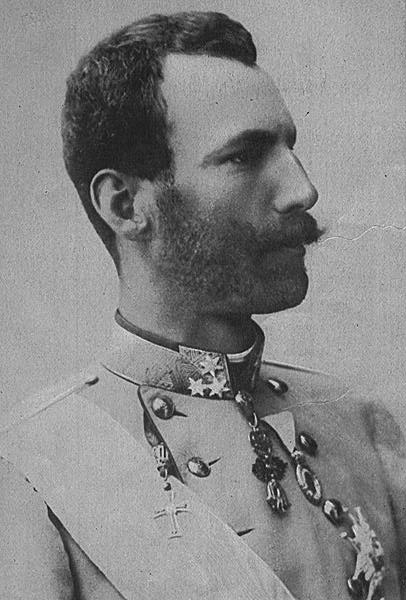
Eugène d'Autriche-Teschen
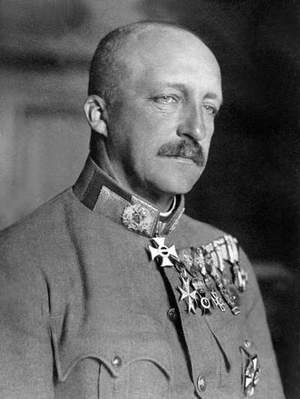
Joseph-Auguste de Habsbourg-Lorraine
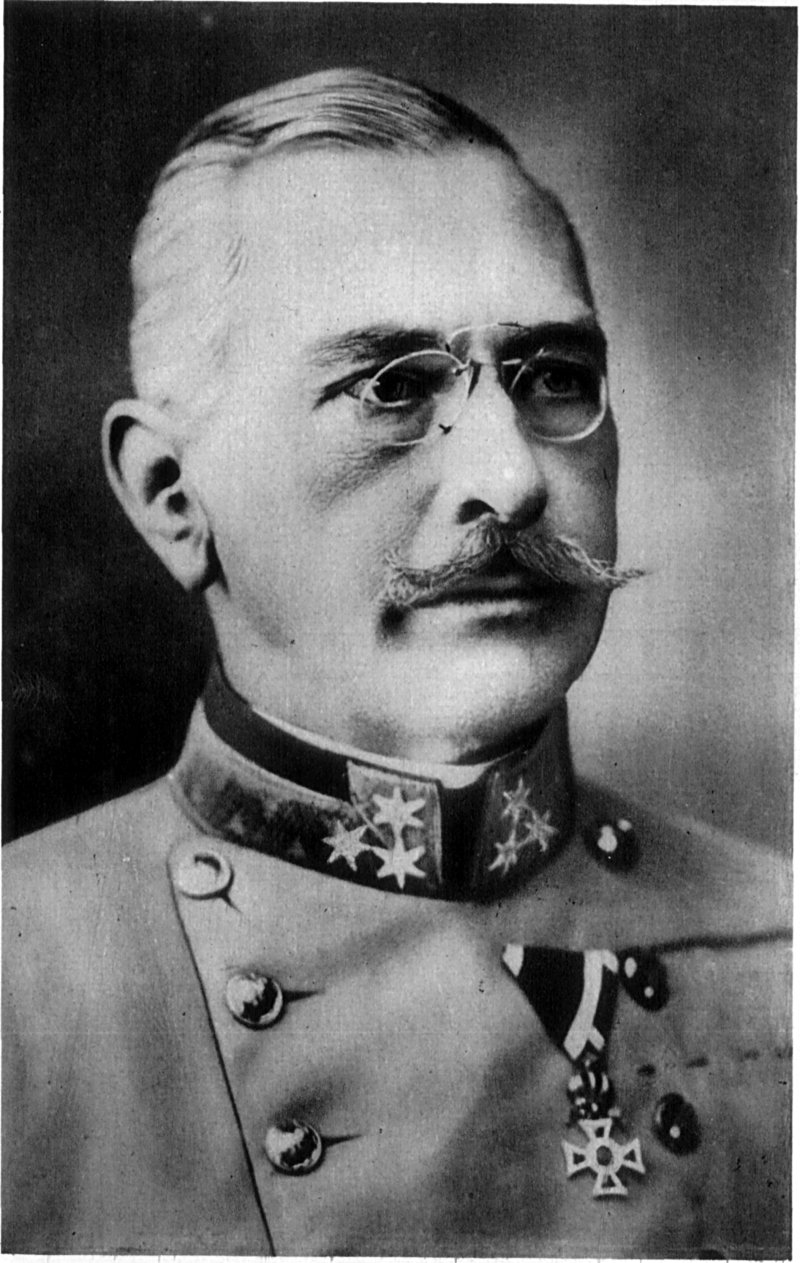
Viktor von Dankl
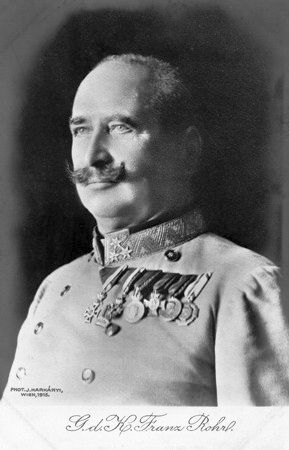
Franz Rohr von Denta
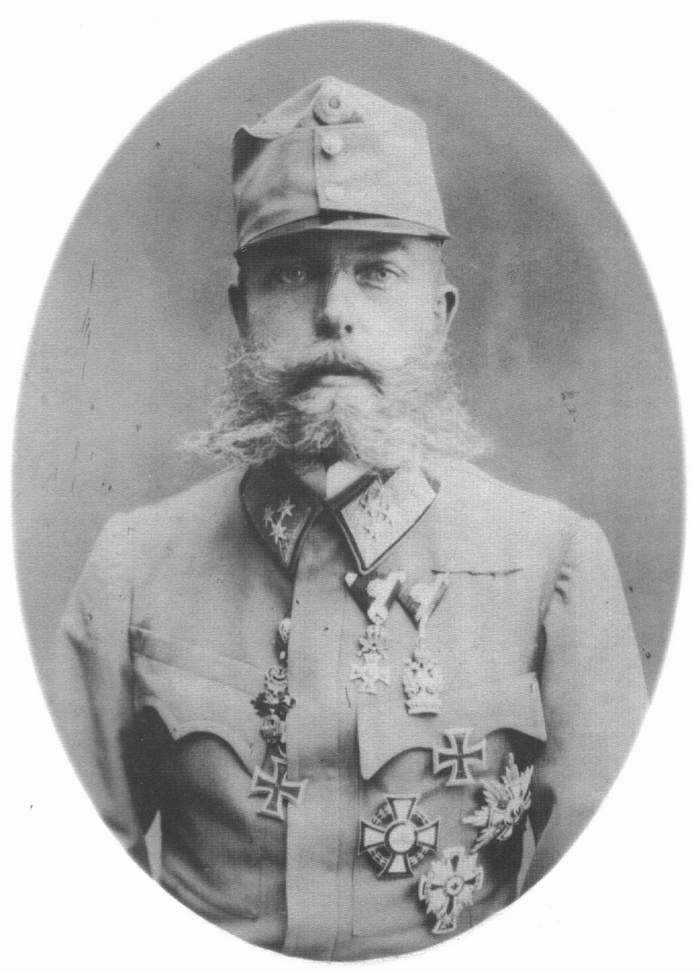
Joseph-Ferdinand de Habsbourg-Toscane
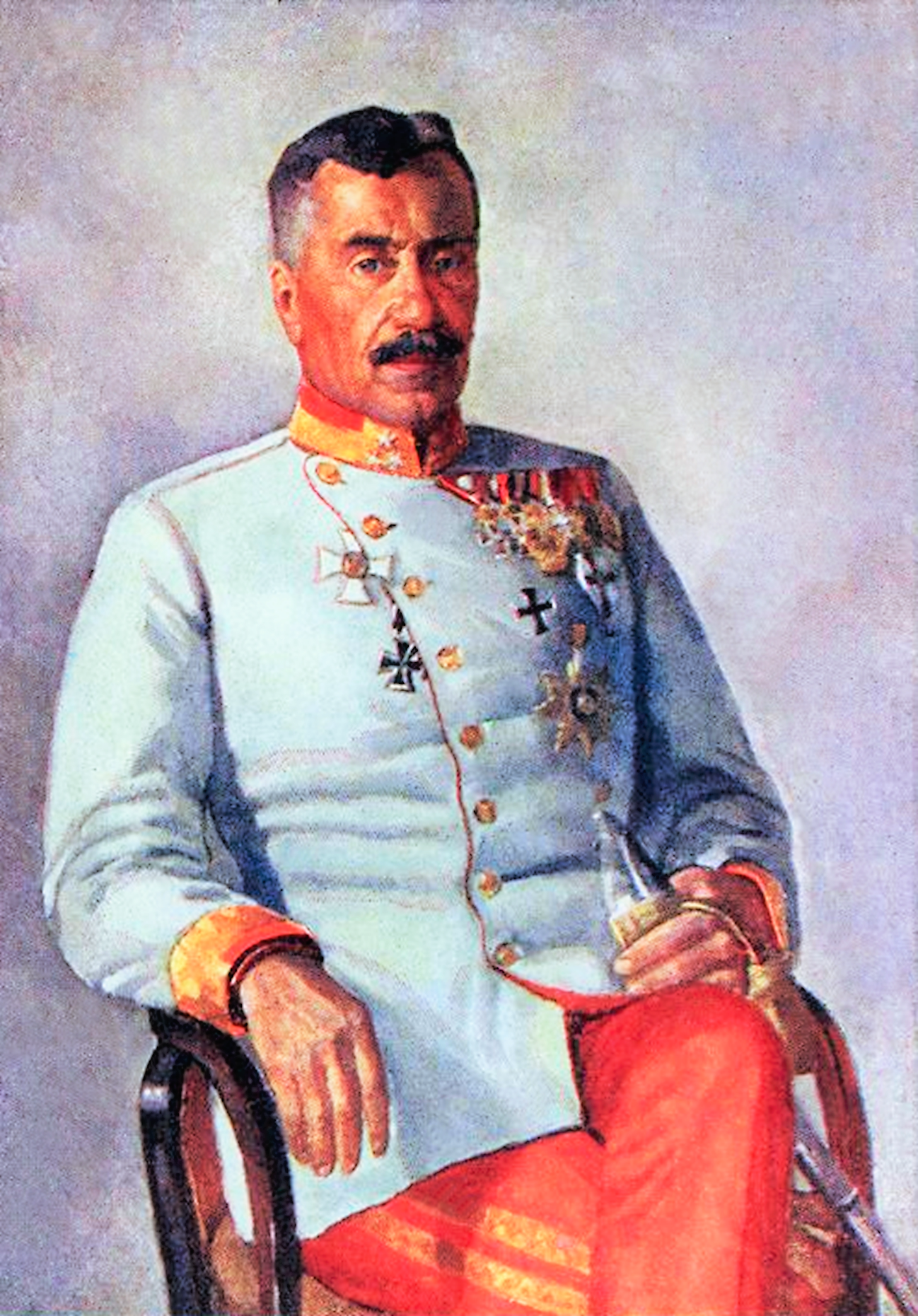
Karl von Pflanzer-Baltin
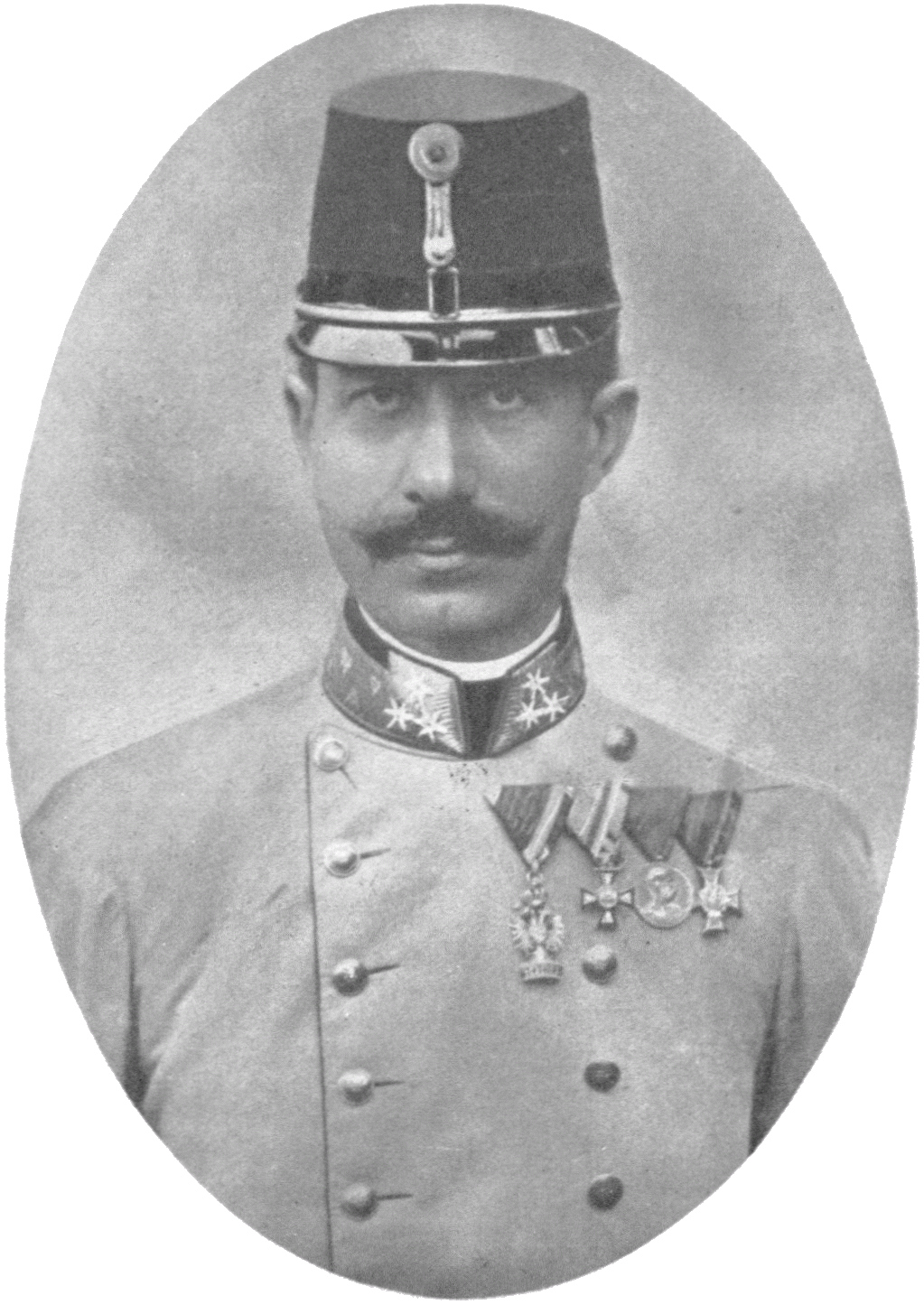
Eduard von Böhm-Ermolli
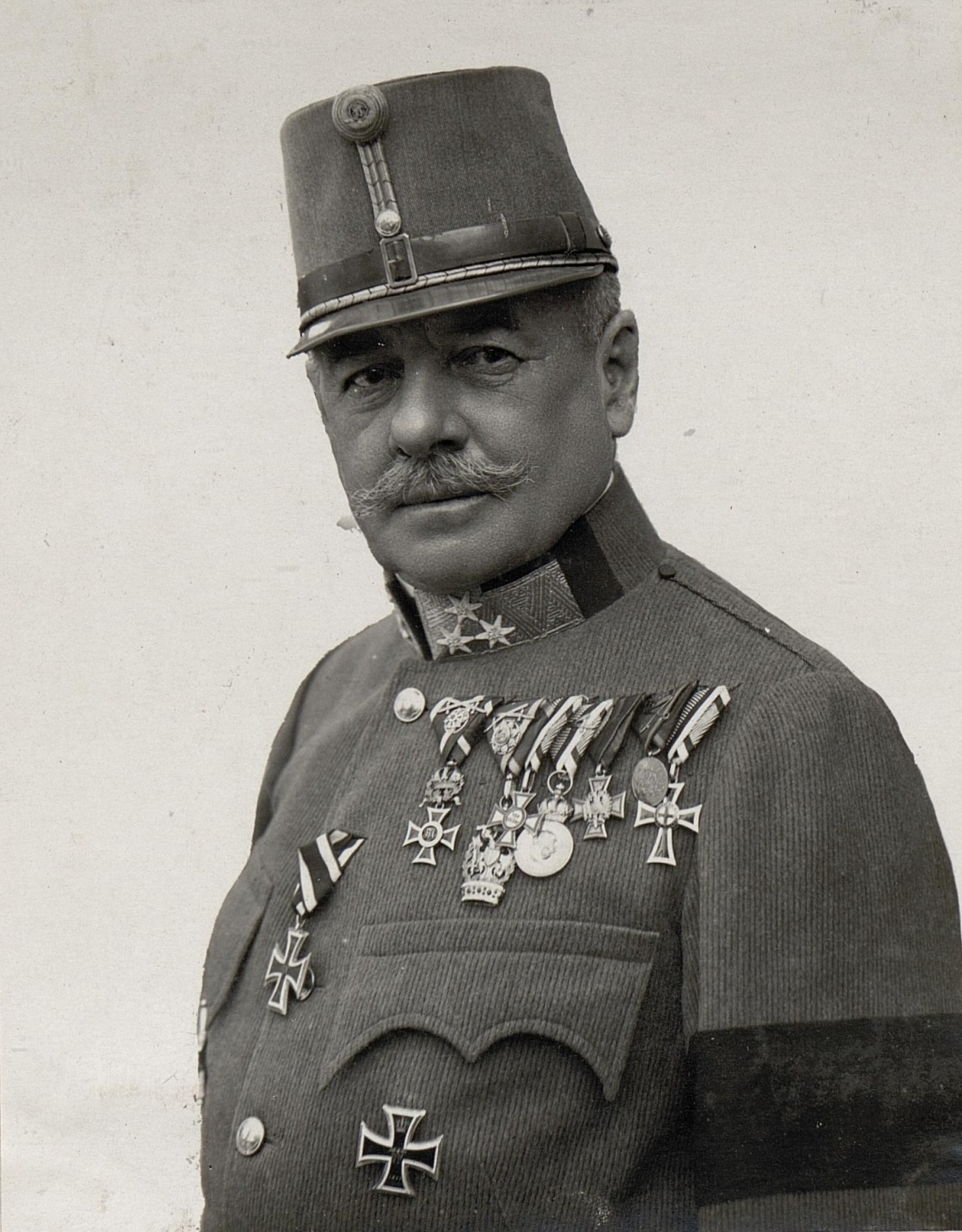
Viktor Graf von Scheuchenstuel
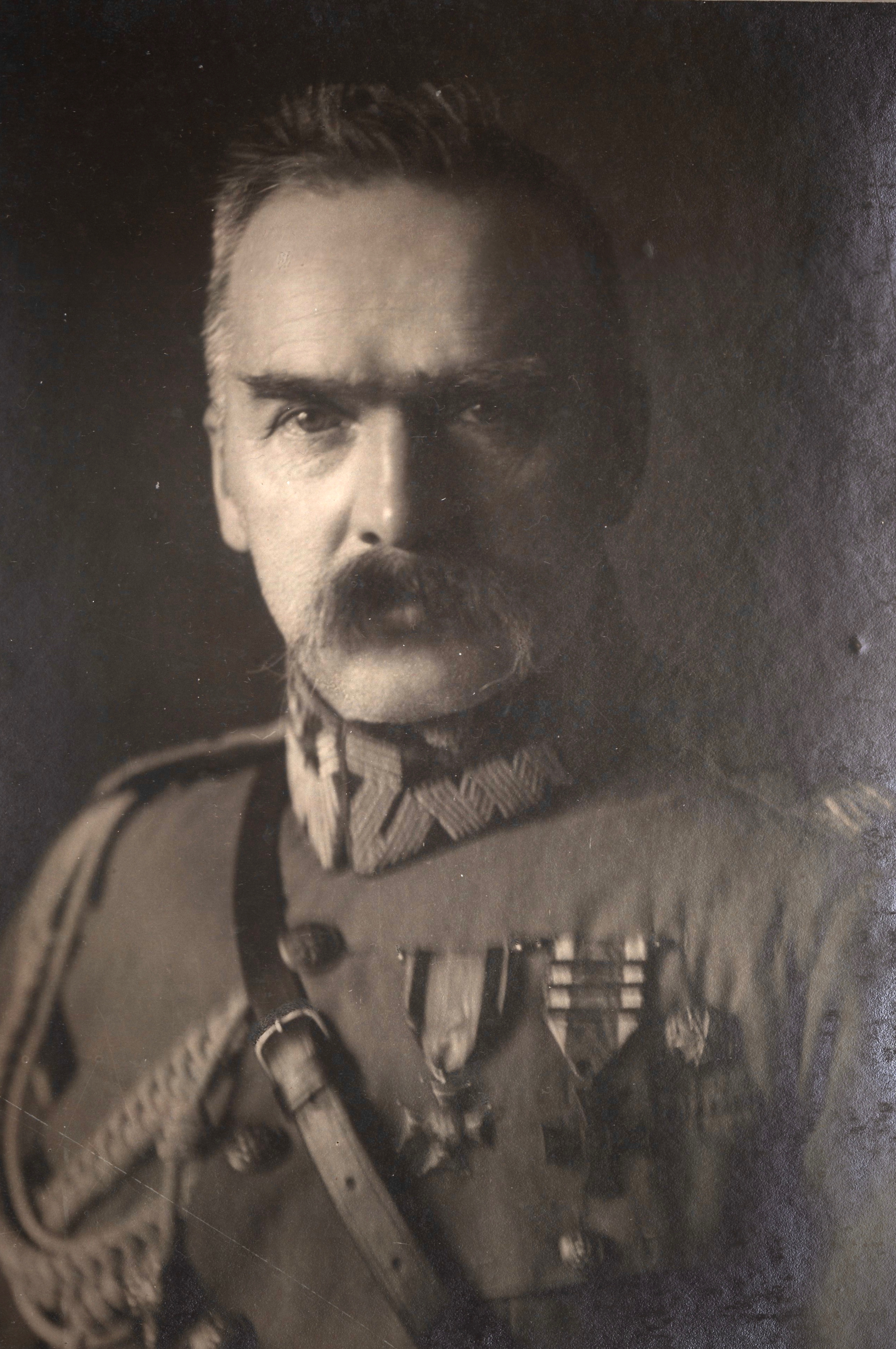
Józef Piłsudski
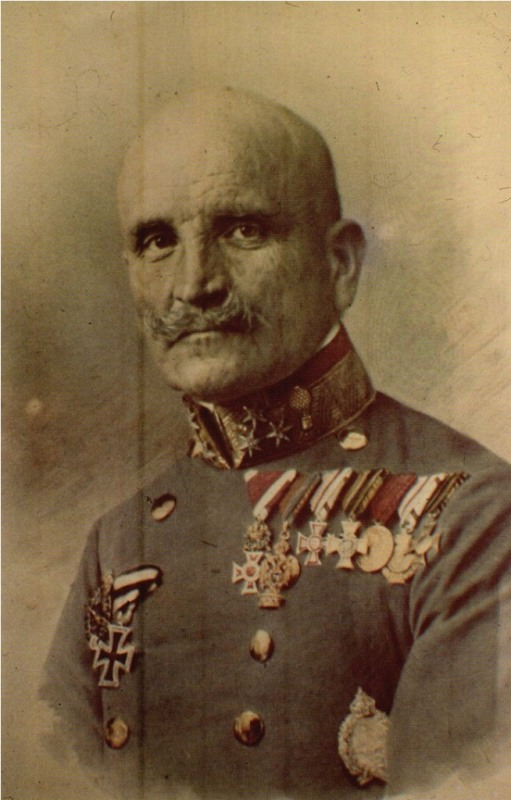
Emil Uzelac

#### Marine de guerre impériale et royale(k.u.k. Kriegsmarine)
- Anton Haus - Commandant en chef de la k.u.k. Kriegsmarine (1913–17).
- Maximilian Njegovan - Commandant en chef de la k.u.k. Kriegsmarine (1917–18).
- Miklós Horthy - Commandant en chef de la k.u.k. Kriegsmarine (1918).

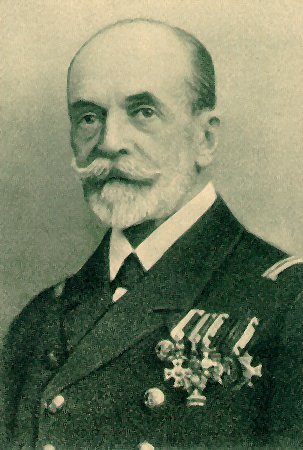
Anton Haus
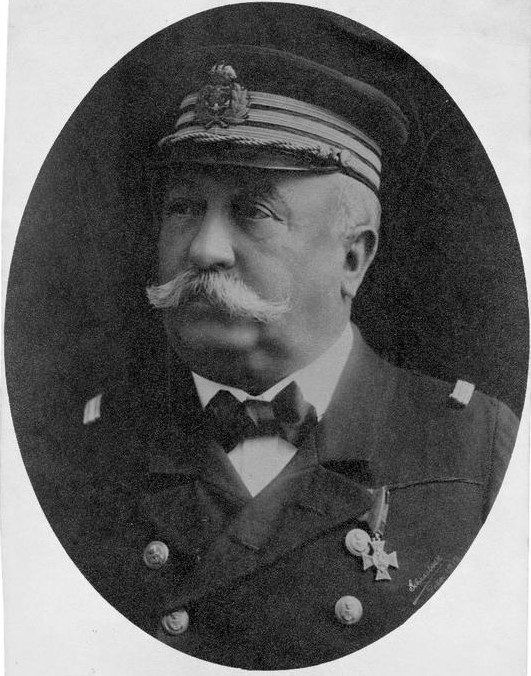
Maximilian Njegovan
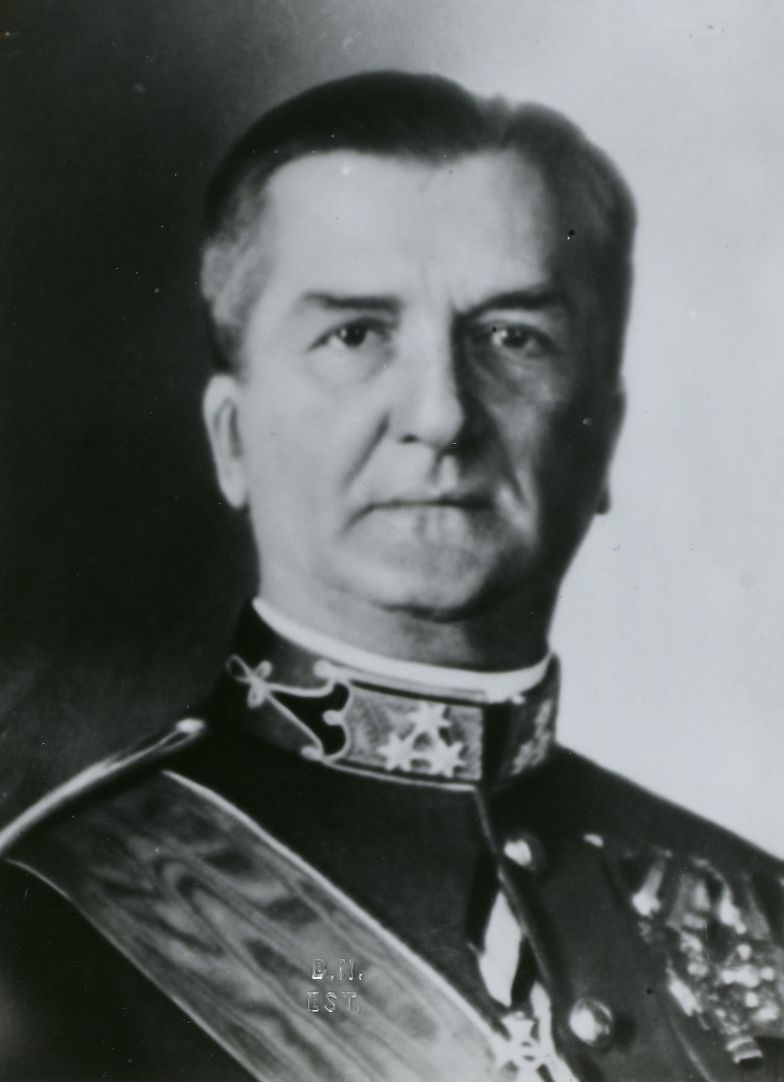
Miklós Horthy

#### Armée de l'air impériale et royale(k.u.k. Luftfahrtruppen)
- Emil Uzelac - Commandant de la k.u.k. Luftschifferabteilung (1912–18).

## Empire ottoman

### Dirigeants
- Mehmed V - 33e sultan et 99e calife de l'Empire ottoman (1909–1918).
- Mehmed VI - 36e et dernier sultan de l'Empire ottoman (1918–1922).

### Personnalités politiques
- Saïd Halim Pacha - Grand Vizir de l'Empire ottoman (1913–1917).
- Enver Pacha - Commandant en chef de l'armée ottomane, Ministre de la Guerre
- Talaat Pacha - Ministre des Finances, Ministre de l'Intérieur, Grand vizir.
- Djemal Pacha -
- Ahmed Izzet Pacha -
- Otto Liman von Sanders -
- Mustafa Kemal Pacha -
- Fevzi Çakmak -
- Friedrich Kress von Kressenstein -
- Mehmet Esat Bülkat -
- Mehmet Vehib Kaçı - Commandant de la 2e Armée (1914-16), de la 3e Armée (1916-18) et du Groupe d'Armées Est pendant la Campagne du Caucase (1918).
- Colmar Freiherr von der Goltz - Commandant de la 6e Armée durant la Campagne de Mésopotamie (1915–16).
- Hafiz Hakki Pacha -
- Abdülkerim Pacha -
- Halil Kut -
- Nouri Pacha -
- Yakup Şevki Subaşı -
- Mustafa Hilmi Pacha -
- Jafar al-Askari -
- Djevad Pacha -
- Nourredine Pacha -
- Osman Fouad -
- Fakhri Pacha -
- Wilhelm Souchon -

## Bulgarie

### Dirigeant
- Ferdinand Ier - Tsar de Bulgarie (1908–18).

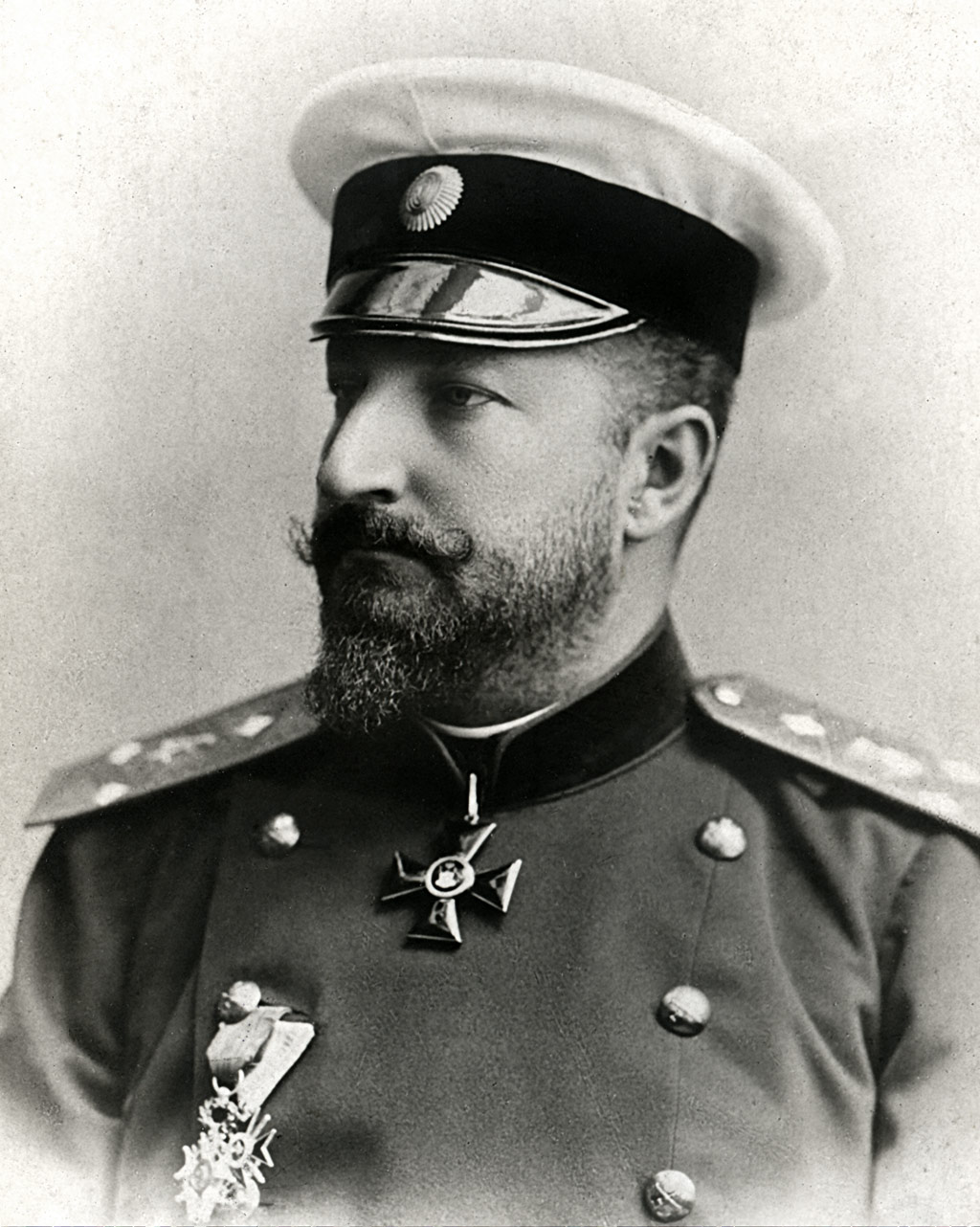
Ferdinand Ier

### Personnalités politiques
- Vasil Radoslavov - Premier Ministre de Bulgarie (1913–18).
- Alexandre Malinov - Premier Ministre de Bulgarie (1918).
- Kalin Naidenov - Ministre de la Guerre (1915–18).
- Sava Savov - Ministre de la Guerre (1918).

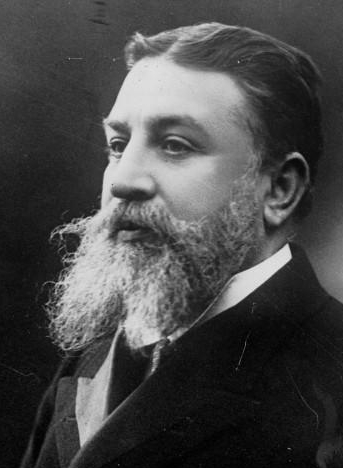
Vasil Radoslavov
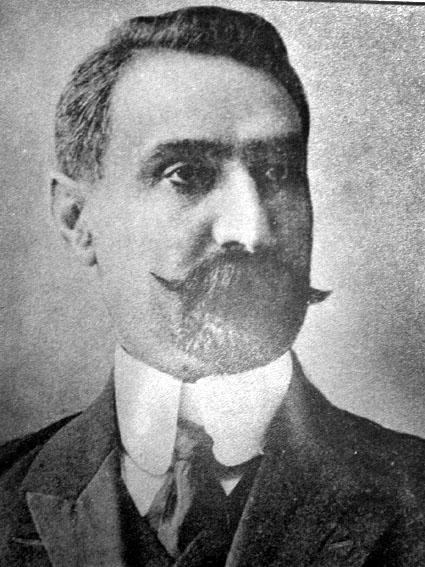
Alexandre Malinov
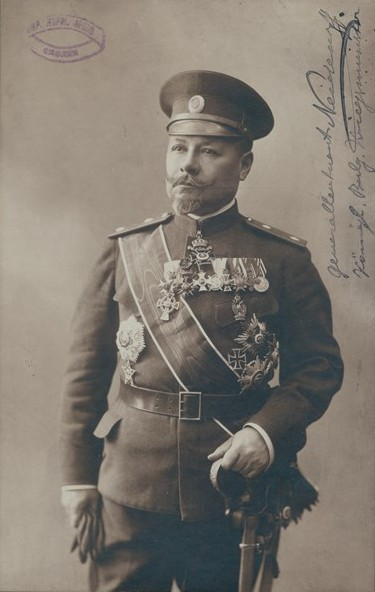
Kalin Naidenov
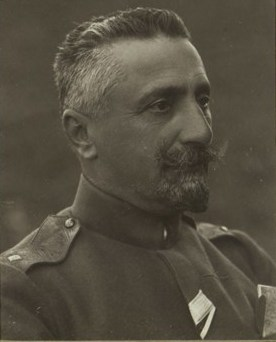
Sava Savov

### Personnalités militaires
- Nicolas Jékov - Commandant en chef de l'armée bulgare (1915–18).
- Gueorgui Todorov - Commandant de la 2e Armée (1915–17), de la 3e Armée (1917) durant la Campagne de Roumanie. Commandant en chef de l'armée bulgare (1918).
- Konstantin Zhostov - Chef de l'État-Major général (1915–16).
- Ivan Lukov - Chef de l'État-Major général (1916–17) et Commandant de la 2e Armée (1917–18).
- Hristo Burmov - Chef de l'État-Major général (1918).
- Kliment Boyadjiev - Commandant de la 1re Armée (1915–16) durant la Campagne de Serbie.
- Dimitar Geshov - Commandant de la 1re Armée sur le Front de Salonique (1916–18).
- Stefan Toshev - Commandant de la 3e Armée (1916) pendant la Campagne de Roumanie, puis Gouverneur de Macédoine (1917–18).
- Stefan Nerezov - Commandant de la 3e Armée (1916–17), de l'Armée Morava en Serbie occupée (1917), puis de la 1re Armée (1918).
- Vladimir Vazov - Officier célèbre pour ses opérations défensives contre les Britanniques durant la Bataille de Doiran (1918).
- Panteley Kiselov - Officier célèbre pour son rôle lors de la Bataille de Turtucaia (1916) pendant la Campagne de Roumanie.

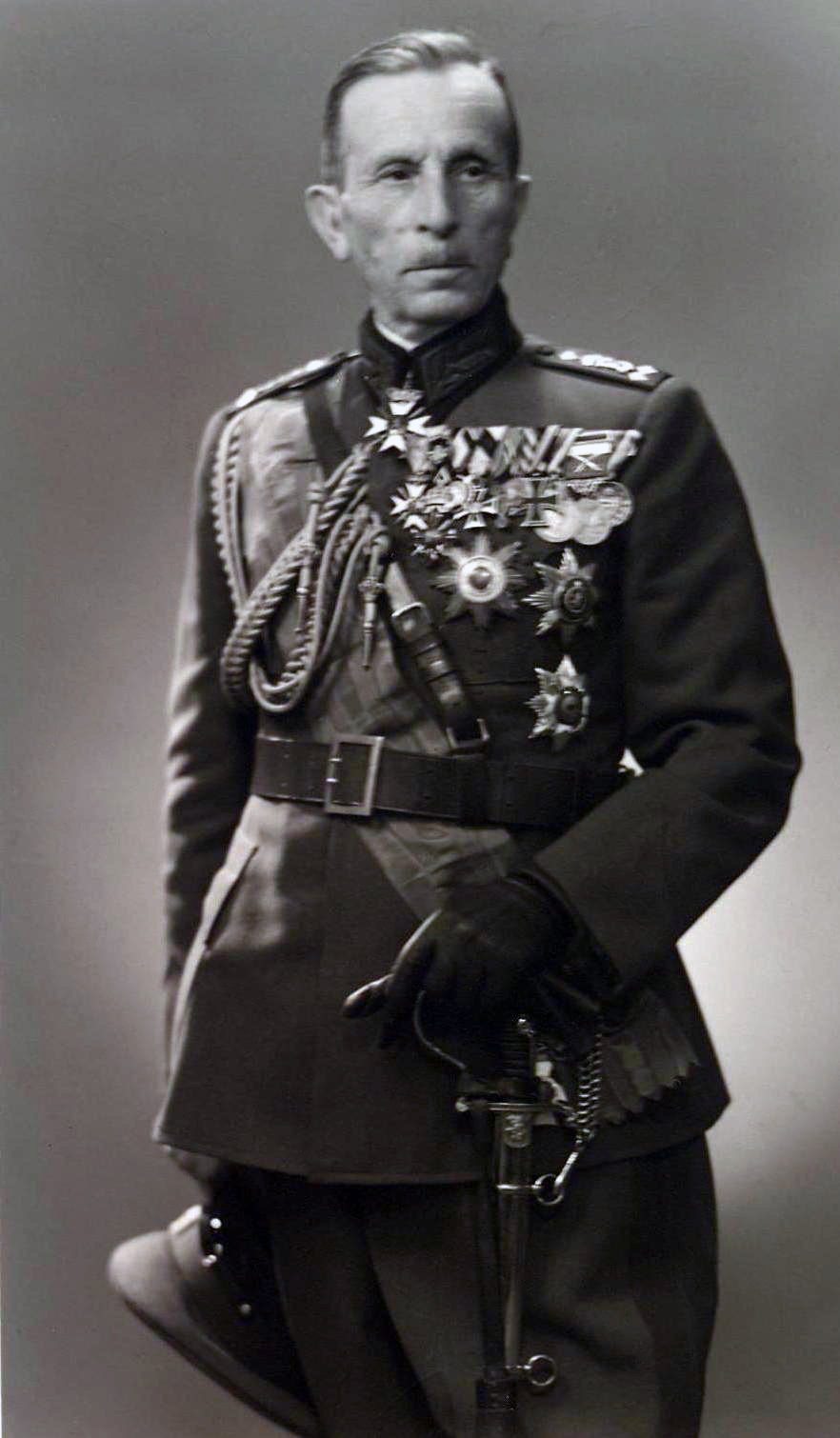
Nicolas Jékov
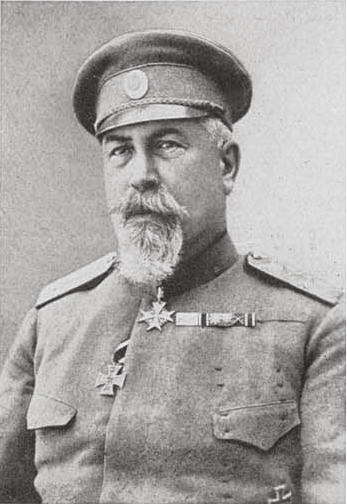
Georgi Todorov
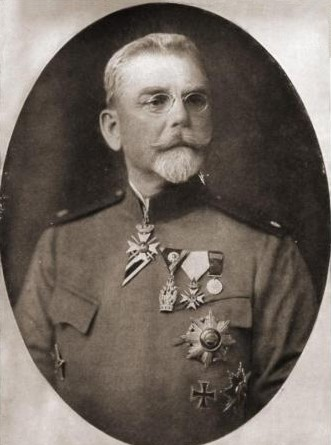
Konstantin Zhostov
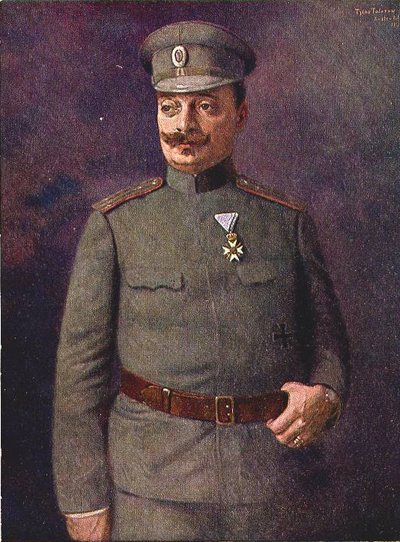
Ivan Lukov
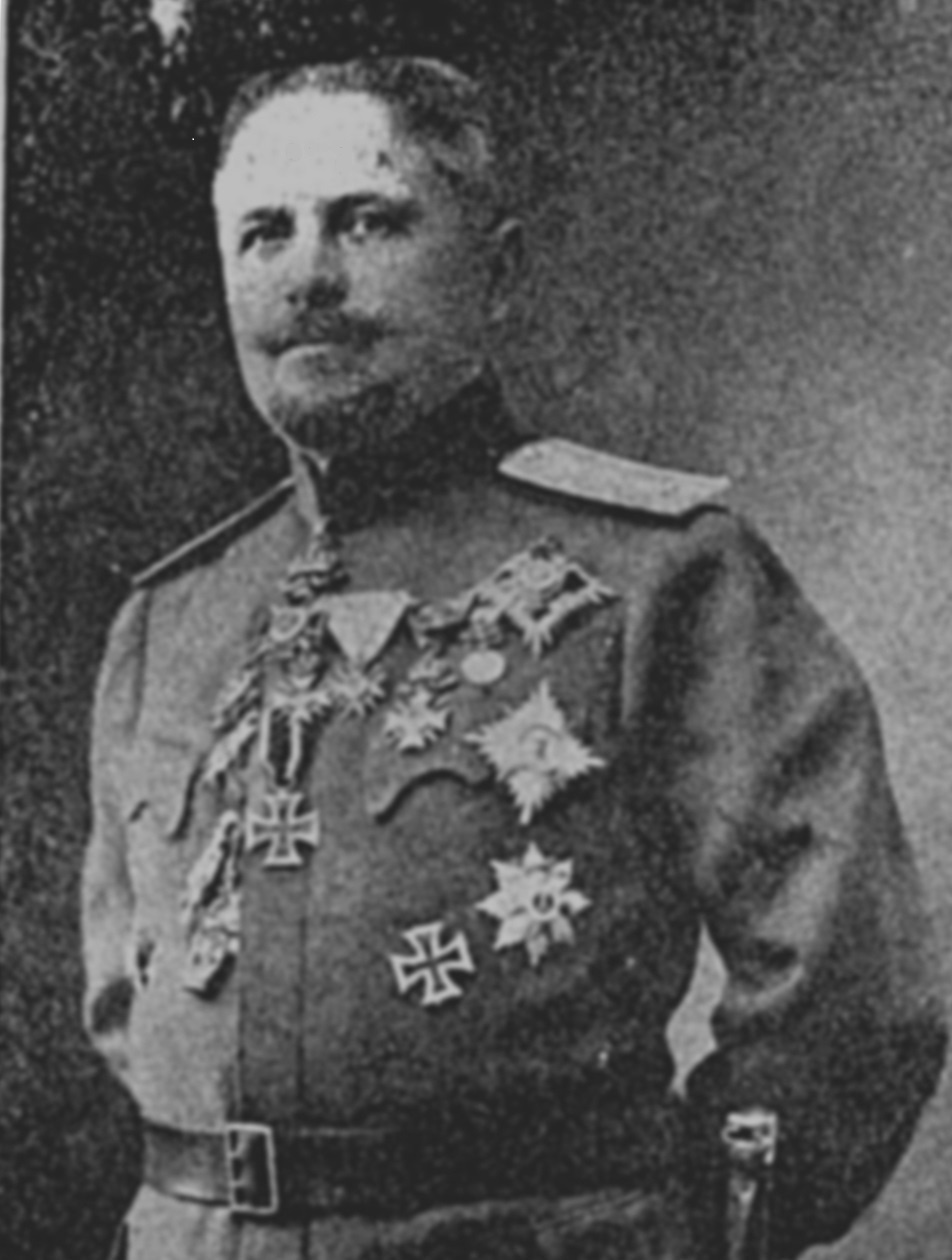
Hristo Burmov
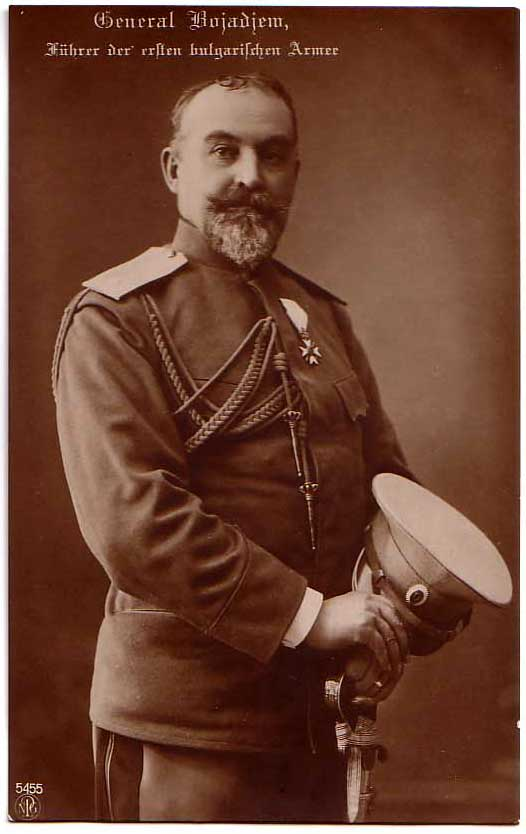
Kliment Boyadjiev
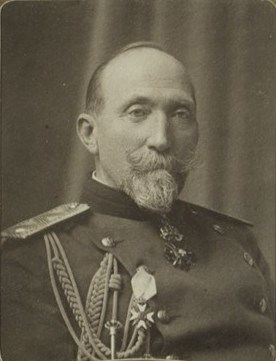
Dimitar Geshov
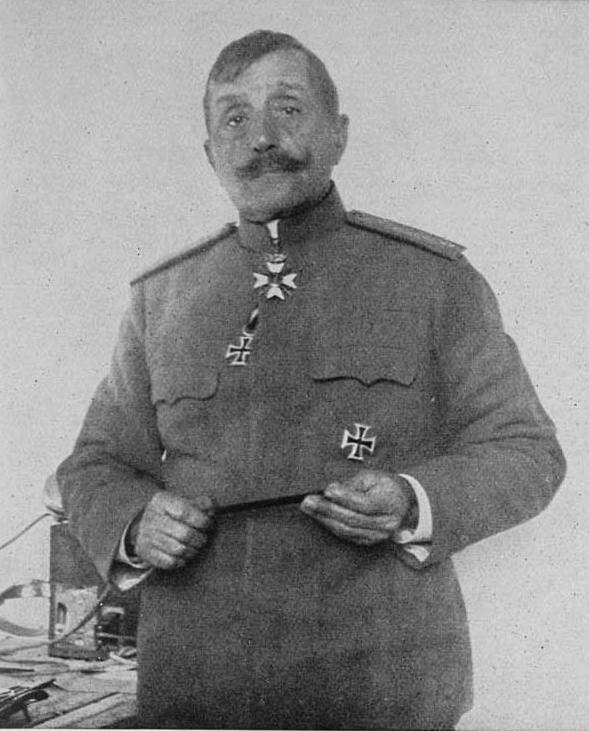
Stefan Toshev
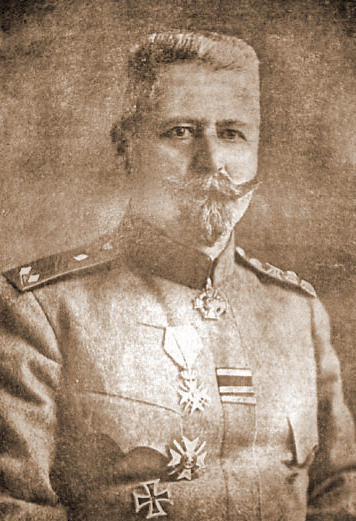
Stefan Nerezov
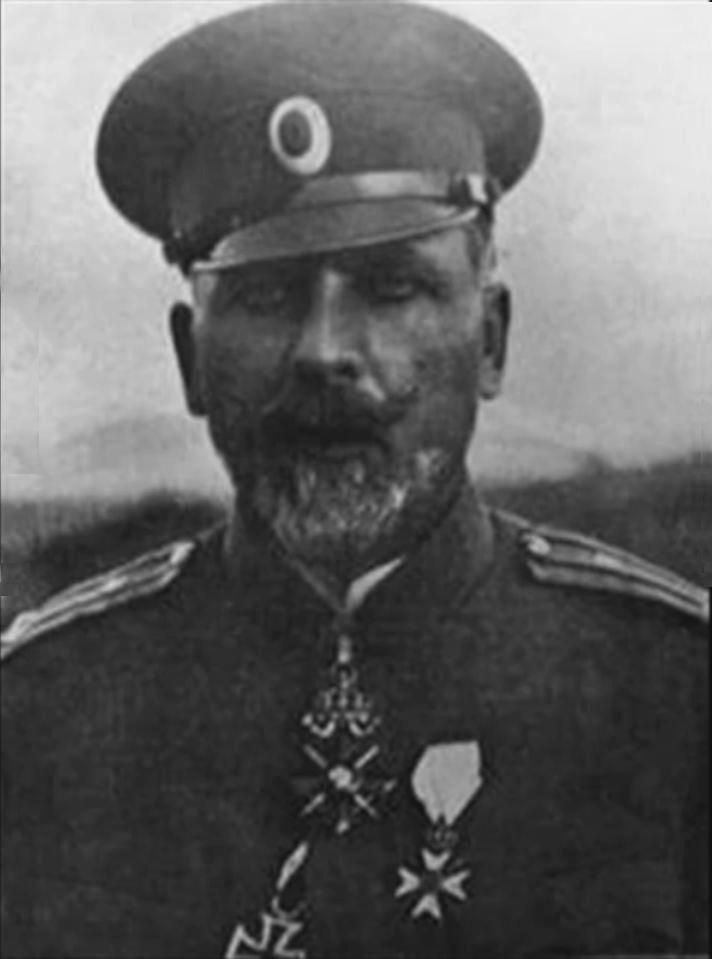
Vladimir Vazov
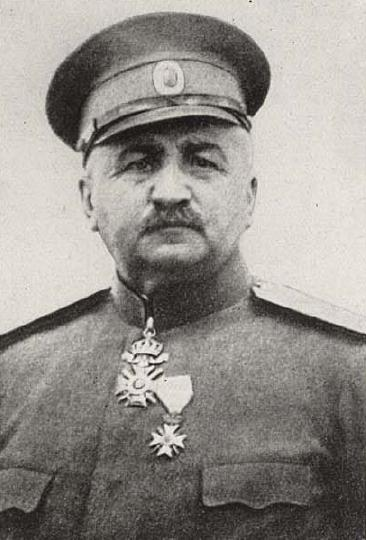
Panteley Kiselov